# Luka Modrić
Luka Modrić (ˈluːka ˈmɔːdritɕ; Zara, 9 settembre 1985) è un calciatore croato, centrocampista del Milan e della nazionale croata, della quale è capitano e con cui è stato vicecampione del mondo nel 2018.
Considerato uno dei più forti centrocampisti della storia del calcio, nonché il più grande calciatore croato di tutti i tempi, nel corso della carriera ha vestito le maglie di Dinamo Zagabria, Tottenham, Real Madrid e Milan, vincendo tre campionati croati consecutivi, due Coppe di Croazia, una Supercoppa di Croazia, quattro campionati spagnoli, due Coppe del Re, cinque Supercoppe di Spagna, sei UEFA Champions League (record condiviso con Francisco Gento, Daniel Carvajal, Nacho e Toni Kroos), cinque Supercoppe UEFA (record 
condiviso con Paolo Maldini, Toni Kroos e Daniel Carvajal), altrettante Coppe del mondo per club FIFA e una Coppa Intercontinentale FIFA (record). Con 28 trofei vinti è il calciatore più titolato della storia del Real Madrid.
Dal 2006 fa parte della nazionale croata, della quale è il primatista di presenze e con cui ha partecipato a quattro campionati del mondo (2006, 2014, 2018 e 2022, classificandosi al secondo posto nell'edizione del 2018 e al terzo posto in quella del 2022) e a cinque campionati d'Europa (2008, 2012, 2016, 2020 e 2024). Con la nazionale croata ha inoltre ottenuto il secondo posto nella UEFA Nations League 2022-2023.
A livello individuale nel 2018 ha vinto il Pallone d'oro, il Best FIFA Men's Player, il UEFA Men's Player of the Year e il premio come miglior giocatore del campionato del mondo. È stato inoltre eletto una volta migliore giocatore della Coppa del mondo per club (2017) e due volte miglior centrocampista della UEFA Champions League (2017 e 2018) e inserito nella squadra della stagione della UEFA Champions League in 6 occasioni (2013-2014, 2015-2016, 2016-2017, 2017-2018, 2021-2022 e 2023-2024). Detiene il record di vittorie del premio di calciatore croato dell'anno (12) e rientra altresì nella ristretta cerchia dei calciatori con almeno 1000 presenze in carriera.

Firma di Luka Modrić

## Biografia
È nato il 9 settembre 1985 nella frazione di Modrići a Zaton Obrovaćki, un piccolo villaggio situato alle pendici meridionali del monte Velebit, nella Dalmazia centrale, nell'epoca in cui la Croazia era ancora un'unità territoriale della Jugoslavia. È il figlio maggiore di Radojka Dopuđ, sindacalista originaria di Kruševo, frazione di Obrovac, e dell'aeromeccanico Stipe Modrić, dapprima entrambi impiegati come operai tessili all'interno di un maglificio, e con cui trascorse i suoi primi anni di vita all'interno di una casa cantoniera, spesso riempendo le sue giornate aiutando suo nonno nell'allevamento del bestiame.
Il 14 aprile 2025 diviene socio di minoranza dello Swansea City.

## Caratteristiche tecniche
Modrić è un centrocampista centrale, capace di ricoprire anche il ruolo di mezzala. È un centrocampista completo, dotato di una grande intelligenza tattica e di una visione di gioco impressionante. Inoltre è un giocatore molto tecnico, dotato di una grande velocità (soprattutto negli spazi larghi), un’abile dribbling e di una ottima tecnica individuale. È spesso autore di grandi cross sulla fascia e sa muovere il pallone perfettamente con entrambi i piedi alla quale aggiunge un’eccellente precisione nei passaggi. Nonostante la sua bassa statura è anche molto abile di testa, (specialmente nell’allontanamento del pallone) ed è in possesso di una notevole carisma. Modrić inoltre è abilissimo a tirare dalla distanza e nello stoppare il pallone (specialmente al volo) alla quale aggiunge una precisione incredibile, rendendo i tiri molto complicati da parare. È un centrocampista dotato anche di una buona forza fisica, (specialmente nel difendere il pallone) dettando alla perfezione il gioco e aggiungendo numerose qualità al gioco acrobatico. Tutte queste caratteristiche lo portano ad essere considerato uno dei più grandi registi della storia del calcio, se non uno dei più completi di sempre.

## Carriera

### Club

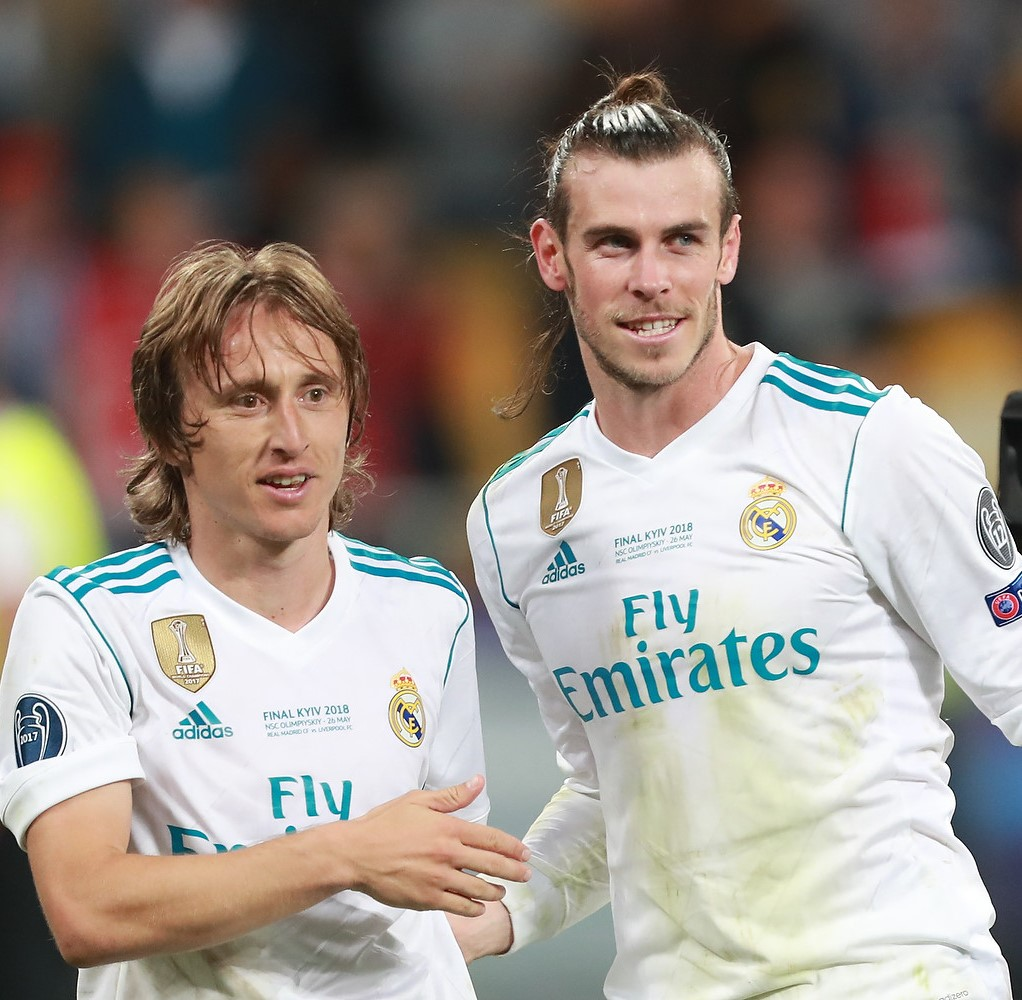
Luka Modrić e Gareth Bale al termine della vittoriosa finale della UEFA Champions League 2017-2018

#### Esordi e Dinamo Zagabria
Modrić ha firmato per la Dinamo Zagabria all'età di 16 anni, nel 2002. Dopo una stagione nelle giovanili, viene prestato nel campionato bosniaco allo Zrinjski Mostar: qui si mette in mostra, venendo anche insignito, a 18 anni, del premio di Miglior giocatore del Campionato di Bosnia/Erzegovina. In seguito afferma che "se qualcuno è in grado di giocare nel campionato bosniaco può giocare ovunque", riferendosi al gioco molto improntato sul fisico. L'anno successivo viene dato in prestito all'Inter Zapresic, stavolta nella Prva HNL, aiutando la squadra a raggiungere il secondo posto in campionato; vince anche il premio di Speranza del calcio croato 2004, prima d'essere richiamato dalla Dinamo Zagabria.
Con la squadra della capitale, gioca nel centro-sinistra nel 4-2-3-1, con i compiti di regista e playmaker. A testimonianza dell'attaccamento dei tifosi nei suoi confronti, c'è la standing ovation tributatagli alla sua uscita dal campo nell'ultima partita allo stadio Maksimir, con vari striscioni esposti dai tifosi, atti a dimostrargli il loro rispetto e la loro gratitudine: anche grazie alle sue prestazioni, infatti, la Dinamo Zagabria ha dominato il campionato 2007-2008, con 28 punti di margine sulle inseguitrici, portando anche a casa la Coppa di Croazia. Nel corso di 4 stagioni, Modrić mette insieme 31 gol e 29 assist; 13 dei 31 gol sono arrivati nella stagione 2007-2008: in tal modo, è riuscito a essere il miglior marcatore della Dinamo, al pari di Mario Mandžukić, il quale però, a differenza di Modrić, gioca da attaccante.

#### Tottenham Hotspur

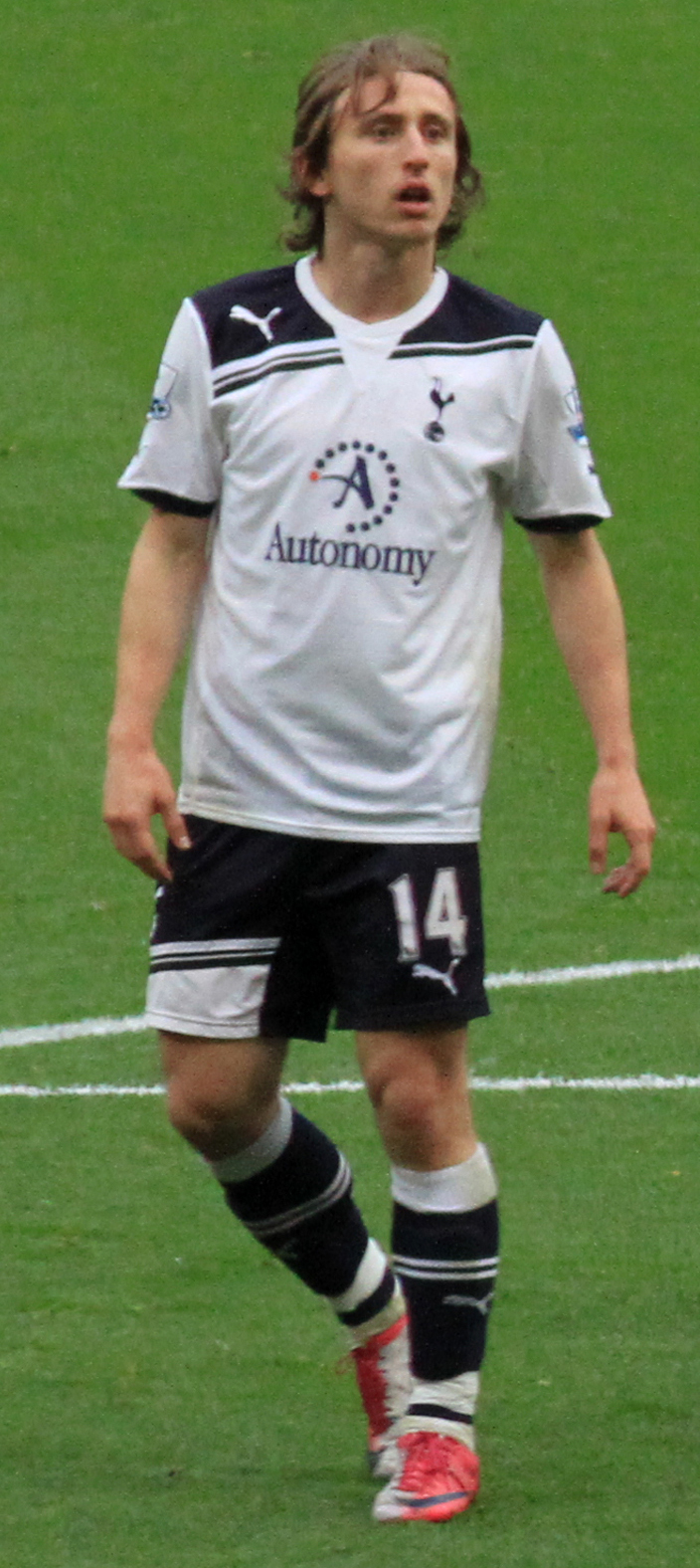
Modrić con la maglia del Tottenham nel 2010

Il 27 aprile 2008 il Tottenham Hotspur ingaggia Modrić, spendendo 16,5 milioni di sterline (21 milioni di euro circa). L'acquisto è il primo di tutta la FA Premier League, nonché il più costoso per il club, al pari di quello di Darren Bent del 2007. Anche se a inizio stagione ha perso il posto da titolare per il rendimento poco convincente, con l'arrivo di Harry Redknapp è tornato a giocare con regolarità. Ha segnato il suo primo gol in Premier League il 21 dicembre 2008, nella partita Newcastle United-Tottenham 2-1.
Il 31 maggio 2010 prolunga il suo contratto fino al 2016. Nelle stagioni successive, le sue ottime prestazioni aiutano gli Spurs a qualificarsi per la Champions League, competizione in cui nella stagione 2010-2011 raggiunge lo storico traguardo dei quarti di finale, venendo eliminati per mano del Real Madrid.

#### Real Madrid

##### 2012-2018

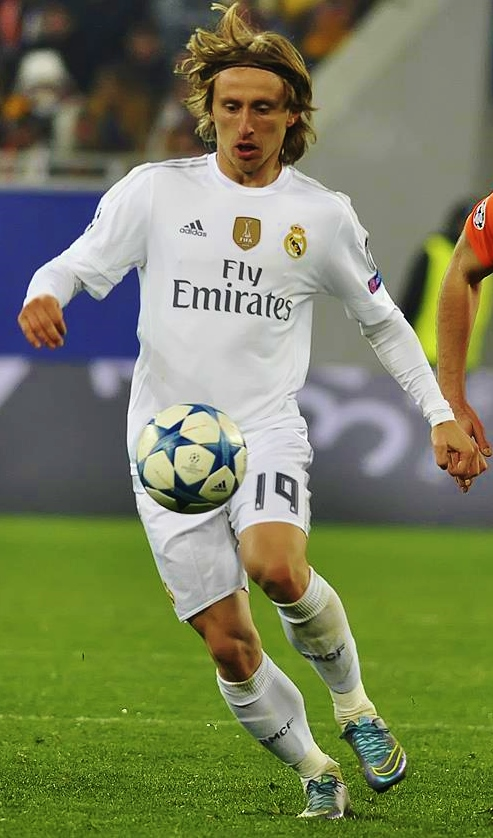
Modrić con il in una gara della UEFA Champions League 2015-2016

Il 27 agosto 2012 il giocatore passa a titolo definitivo al Real Madrid per 33 milioni di sterline (pari a 42 milioni di euro) e firma un contratto quinquennale con il club. Esordisce con i Blancos nella gara di ritorno della doppia sfida di Supercoppa di Spagna 2012 contro il Barcellona, subentrando a Mesut Özil all'83 minuto (3-2 per il Barça all'andata e 2-1 al ritorno), conquistando così il suo primo titolo con il Real a Madrid, appena 36 ore dopo aver firmato con il club. L'esordio in Champions League arriva il 18 settembre nella partita giocata contro il Manchester City vinta 3-2. Segna il suo primo gol con la nuova maglia il 3 novembre contro il Real Saragozza. Il 5 marzo 2013 disputa contro il Manchester Utd gli ottavi di finale di Champions League, mettendo a segno con un tiro da 22 metri il gol dell'1-1 che permette al Real Madrid di pareggiare la partita, che verrà successivamente vinta 2-1, aggiudicandosi il passaggio del turno. Chiude la sua prima stagione al Real Madrid con 53 presenze e 4 gol.
Con l'arrivo di Carlo Ancelotti sulla panchina del Real Madrid, Modrić ha incominciato a diventare un titolare fisso dell'11 del tecnico italiano. Il 14 aprile 2014 vince la Copa del Rey con il Real Madrid, battendo in finale il Barcellona 1-2. Il 24 maggio seguente, conquista la UEFA Champions League, servendo in finale, nei minuti di recupero, l'assist a Sergio Ramos da calcio d'angolo che ha permesso di arrivare ai supplementari e di ribaltare il punteggio contro l'Atlético Madrid, finendo l'incontro sul 4-1. Conclude la sua seconda annata con il Real con 51 presenze e una rete in tutte le competizioni.
La stagione 2014-2015 si apre con la conquista della Supercoppa europea, vinta il 12 agosto 2014 battendo 2-0 il Siviglia, vincitore dell'Europa League. In questa stagione resta per diversi mesi senza giocare a causa di qualche infortunio. Procuratosi una lesione del tendine prossimale del retto femorale sinistro il 18 novembre durante la sosta delle nazionali, resta fuori dal campo per 3 mesi. Il 20 dicembre si aggiudica con i compagni la Coppa del mondo per club, battendo per 2-0 in finale il San Lorenzo. Ripresosi dall'infortunio nel marzo del 2015, ritorna a giocare durante la partita di ritorno degli ottavi di finale UEFA Champions League contro lo Schalke 04, conclusasi con il risultato di 3-4, subentrando a Sami Khedira al 58'. Continua la stagione contribuendo alla squadra fornendo ottime prestazioni e giocate, non prima di infortunarsi nuovamente e chiudere la stagione con un mese di anticipo. In totale le presenze ottenute durante la stagione 2014-15 sono 24, con un gol.
Nella stagione 2015-2016 si aggiudica, per la seconda volta a livello personale, la UEFA Champions League con il Real Madrid, battendo ai rigori i rivali cittadini dell'Atlético Madrid dopo l'1-1 dei tempi regolamentari. Nel 2016-2017 si aggiudica sia il campionato che la UEFA Champions League.
Dal luglio 2017, con il trasferimento di James Rodríguez al Bayern Monaco, veste la maglia numero 10. Comincia la nuova stagione vincendo la Supercoppa UEFA per 2-1 contro il Manchester Utd. Nel corso dell'annata si aggiudica nuovamente la UEFA Champions League, sconfiggendo in finale il Liverpool. In virtù delle ottime prestazioni offerte tra club e nazionale croata, con cui raggiunge la finale del campionato del mondo del 2018, il 30 agosto 2018 la UEFA lo premia con il titolo di miglior calciatore dell'anno e il 24 settembre 2018 viene insignito del Best FIFA Men's Player.
Il 3 dicembre 2018 vince il Pallone d'oro, precedendo in graduatoria il portoghese Cristiano Ronaldo e il francese Antoine Griezmann.

##### 2018-2025

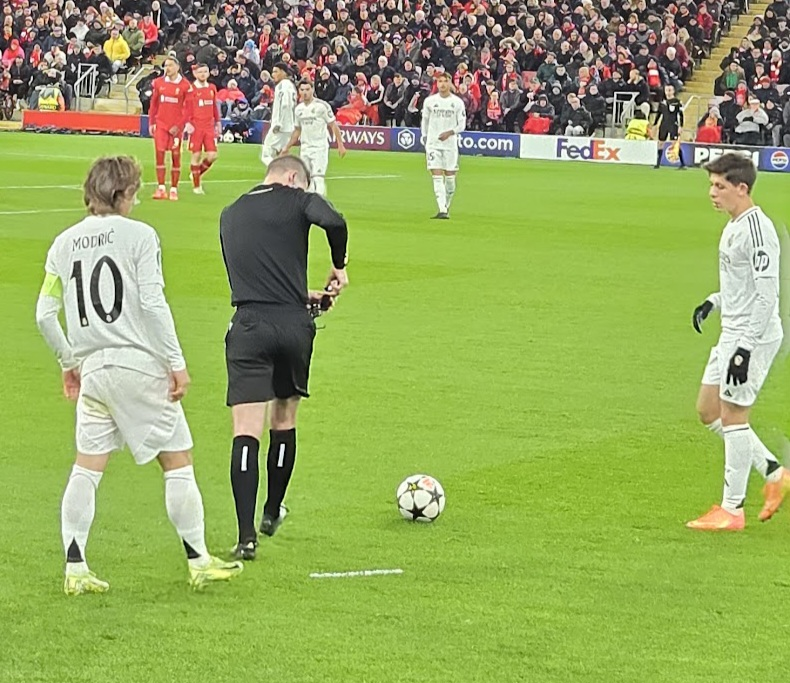
Modrić, con la fascia da capitano, si appresta a battere un calcio di punizione contro il, in Champions League, nella stagione 2024-2025, l'ultima da calciatore madrileno

Nella stagione 2018-2019, non buona in ambito europeo (il Real viene eliminato agli ottavi dall'Ajax), si aggiudica la Coppa del mondo per club e la Supercoppa di Spagna. Nella stagione 2019-2020, ancora sotto la guida di Zinédine Zidane, vince con i compagni il campionato spagnolo, per la seconda volta a titolo personale. Nella stagione 2021-2022, sotto la guida di Carlo Ancelotti, il croato si aggiudica il campionato, la UEFA Champions League, alla cui vittoria, la quinta a titolo personale, contribuisce in modo decisivo. Viene poi inserito nella squadra della stagione della UEFA per la sesta volta in carriera.
Nel settembre 2022, nella partita contro il Celtic, entra nel novero dei calciatori con almeno cento presenze in UEFA Champions League con la maglia del Real Madrid, per poi divenire il terzo calciatore del club, dopo Ferenc Puskás e Francisco Buyo, a giocare 100 partite con la squadra oltre i 35 anni d'età. Nel febbraio 2023 viene incluso per la sesta volta nel FIFA FIFPro World XI della stagione, in cui vince la Supercoppa europea, la Coppa del mondo per club FIFA e la Coppa di Spagna. Il 26 giugno 2023 estende il proprio contratto con i blancos per un'ulteriore stagione. Nella stagione 2023-2024, a causa dell'età avanzata e dell'arrivo di Jude Bellingham a centrocampo, Modrić perde il posto da titolare che aveva contraddistinto le precedenti annate con il Real Madrid, ma vince il campionato, la Supercoppa di Spagna e la UEFA Champions League, eguagliando così il record di Francisco Gento insieme ai compagni di squadra Toni Kroos, Daniel Carvajal e Nacho, ed entrando nel ristretto gruppo di giocatori ad essersi aggiudicati sei volte la massima competizione europea.
Nel luglio del 2024 rinnova il proprio contratto con il club madrileno per un altro anno, venendo inoltre nominato capitano della squadra. Qualche settimana più tardi si aggiudica per la quinta volta la Supercoppa UEFA, eguagliando al primo posto per trionfi nel torneo Paolo Maldini e Toni Kroos insieme al compagno di squadra Daniel Carvajal e diventando il calciatore con più trofei vinti nella storia del club.
Il 3 gennaio 2025, segnando un goal nell'incontro di campionato disputato contro il Valencia, vinto per 2-1, diventa il marcatore più anziano nella storia del Real Madrid con 39 anni e 116 giorni, superando Ferenc Puskás, che aveva segnato a 39 anni e 15 giorni. Il 22 maggio 2025 viene annunciato il suo addio al club spagnolo al termine della Coppa del mondo per club FIFA 2025. Gioca la sua ultima partita con i madrileni il 9 luglio 2025, nella semifinale persa 4-0 contro il Paris Saint-Germain, che segna l'eliminazione del Real Madrid dal torneo. Modrić termina la sua esperienza con i blancos dopo 597 partite e 43 gol, contribuendo alla conquista di 28 titoli, il quale lo rende il giocatore più vincente nella storia del Real Madrid.

#### Milan
Il 14 luglio 2025 sottoscrive un accordo annuale con il Milan, in Serie A, con un'opzione per un'ulteriore stagione. Ha scelto di indossare la maglia nº14. Esordisce con la maglia rossonera il 17 agosto, nel match di Coppa Italia vinto per 2-0 contro il Bari, in cui subenta nel secondo tempo a Samuele Ricci.

### Nazionale

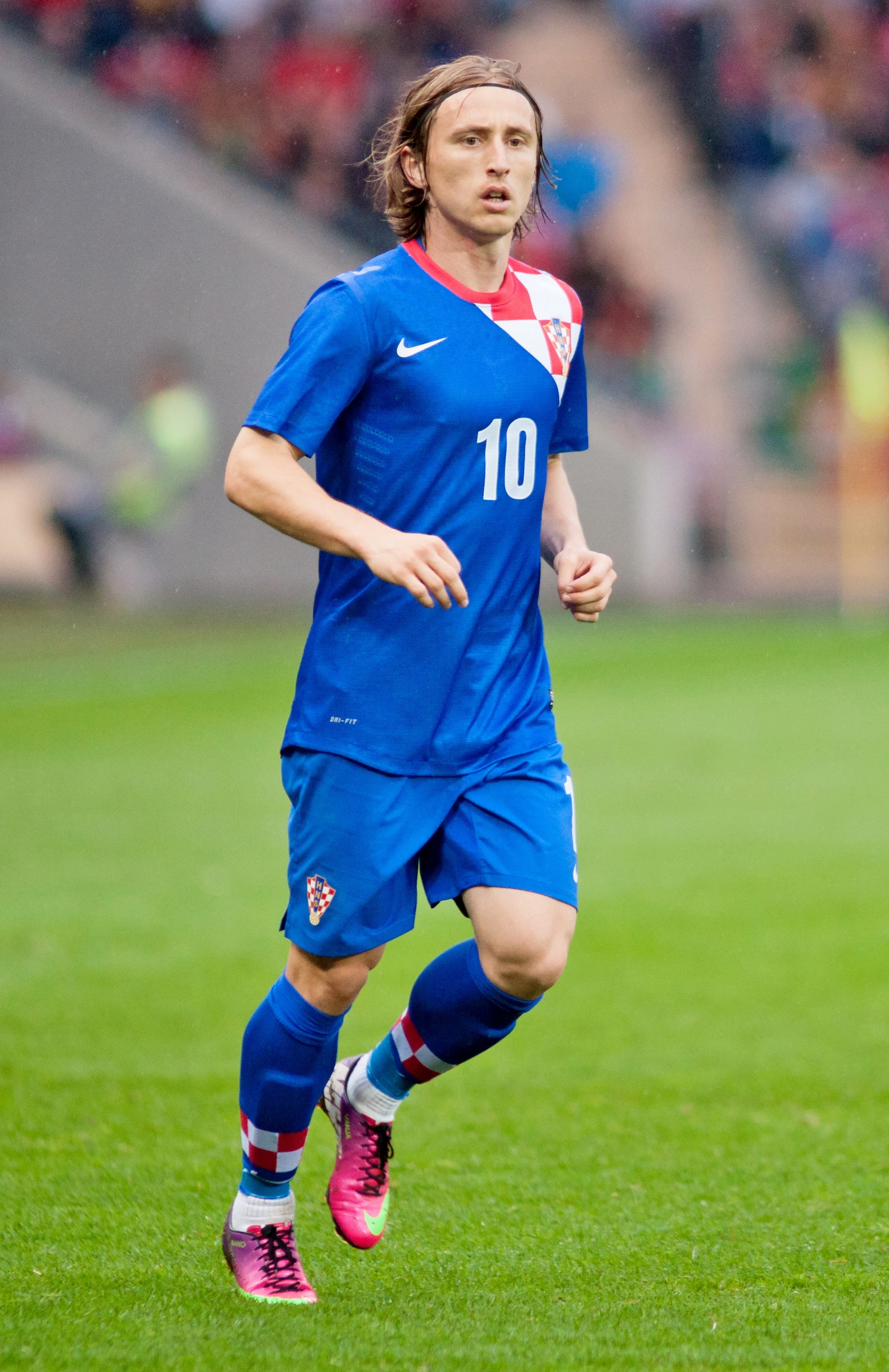
Modrić con la maglia della Croazia in un'amichevole disputata il 10 giugno 2013 contro il

Il 25 febbraio 2006, subito dopo aver concluso la propria militanza
nelle varie selezioni giovanili, all'età di vent'anni riceve dal CT Zlatko Kranjčar la sua prima chiamata in nazionale maggiore, con cui fa il suo esordio ufficiale il 1º marzo seguente, venendo schierato titolare per la prima volta nella partita amichevole giocata a Basilea contro l'Argentina e vinta per 3-2. Due mesi più tardi viene inserito nella lista dei convocati per disputare il campionato del mondo 2006 in cui, dopo aver saltato la gara d'esordio contro i campioni in carica del Brasile, disputa come subentrante le restanti due partite della fase a gironi con Giappone (0-0) e Australia (2-2). Il 16 agosto 2006 realizza il suo primo gol in nazionale, contribuendo alla vittoria per 2-0 della Croazia in match amichevole contro l'Italia campione del mondo in carica a Livorno.
Convocato per disputare la fase finale del campionato d'Europa 2008, nella partita d'esordio giocata l'8 giugno a Vienna segna su rigore dopo soli 4' il gol-vittoria che permette alla Croazia di battere i padroni di casa dell'Austria e diventando, all'età di 22 anni e 73 giorni, il più giovane marcatore nella storia della Croazia al campionato europeo. Il 20 giugno, durante l'incontro valido per i quarti di finale dell'Europeo contro la Turchia, Modrić sfrutta un errore del portiere avversario Rüştü Reçber per servire, a due minuti dalla fine dei tempi supplementari, l'assist per il gol di Ivan Klasnić, che verrà pareggiato in pieno recupero dall'attaccante turco Semih Şentürk. Tuttavia, nell'epilogo dei tiri di rigore che decreta la vittoria dei turchi, Modrić è uno tra i giocatori croati che non riesce a mettere a segno il proprio tentativo dagli undici metri, mettendo fine al cammino della Croazia. Ciò nonostante, alla fine del torneo Modrić viene inserito nell'elenco degli undici giocatori ideali dell'Europeo, in qualità di migliore nel suo ruolo.
Nelle partite di qualificazione al campionato del mondo di calcio 2010 Modrić segna tre gol a Kazakistan, Andorra e Ucraina, ma la nazionale croata non riesce a qualificarsi alla fase finale del torneo, finendo terza in classifica alle spalle di Ucraina e Inghilterra.
Nelle eliminatorie del campionato d'Europa 2012 gioca tutte le partite, mettendo a segno un gol contro Israele. Durante la fase finale dell'europeo, la Croazia non riesce a superare la fase a gironi, benché Modrić disputi tutte le gare, contro Spagna, Italia e Irlanda, e offra un'ottima prestazione contro la Spagna, futura vincitrice del torneo.

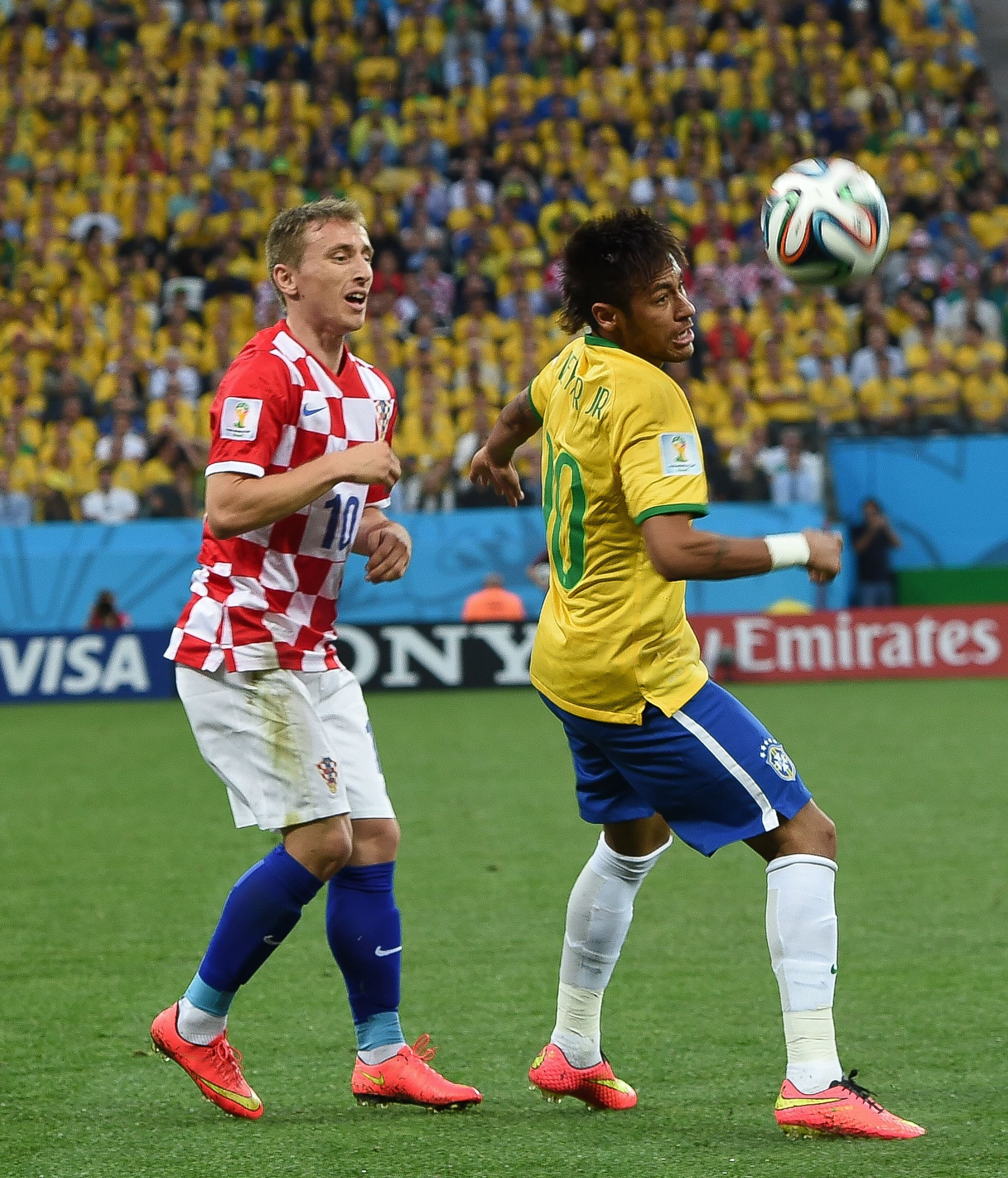
Modrić in marcatura sul brasiliano Neymar nella partita d'esordio contro il al campionato del mondo 2014, vinta per 3-1 dalla Seleção

Convocato per il campionato del mondo del 2014, affronta Brasile, Camerun e Messico. Gioca da titolare la partita inaugurale della competizione contro il Brasile, nazionale del paese ospitante, perdendo per 3-1. Con i compagni vince per 4-0 contro il Camerun nella partita seguente, ma perde poi per 3-1 la partita conclusiva contro il Messico, venendo eliminato nella fase a gironi.
Convocato per il campionato europeo del 2016 in Francia, nella prima partita della Croazia, contro la Turchia, mette a segno il gol dell'1-0 con un tiro al volo da 25 metri. Viene nominato uomo partita e diviene il primo croato a segnare in due fasi finali diverse del campionato europeo (segnatamente nel 2008 e nel 2016). Salta il terzo match della fase a gironi, contro la Spagna, per un infortunio muscolare, ma scende in campo agli ottavi di finale contro il Portogallo, nella gara che segna l'eliminazione dei croati. Con l'abbandono di Darijo Srna alla nazionale, Modrić diventa ufficialmente il nuovo capitano della selezione croata.

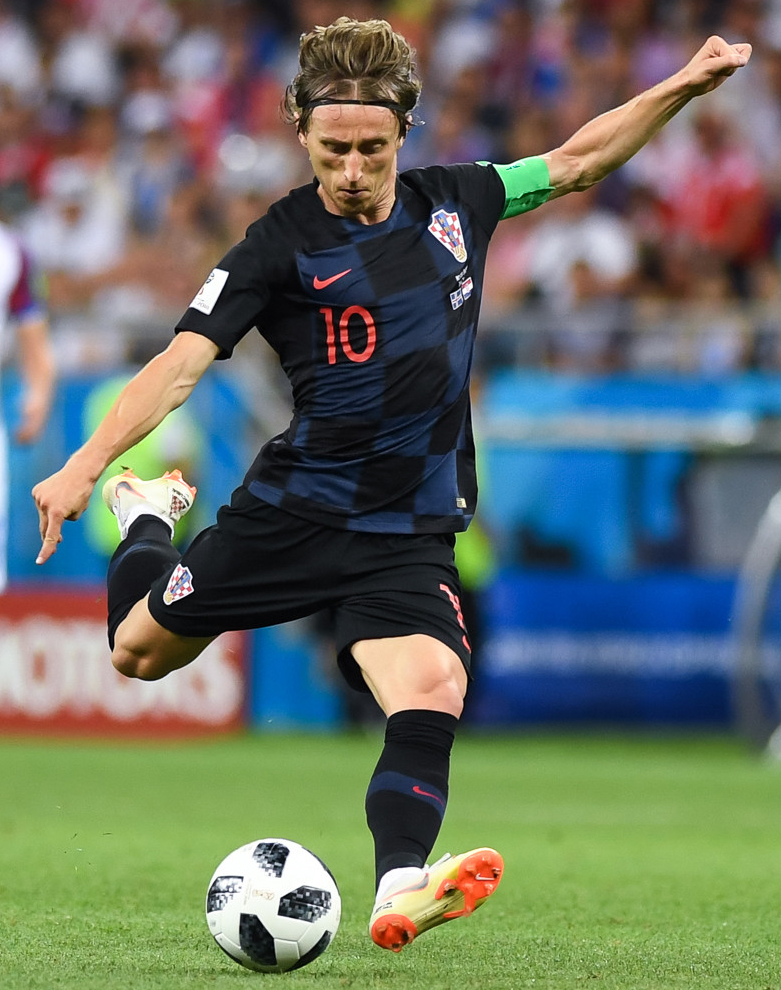
Modrić in azione con la Croazia durante una gara del campionato del mondo 2018

Partecipa al campionato del mondo del 2018, in cui segna all'esordio su calcio di rigore nella vittoria per 2-0 sulla Nigeria ed è eletto su uomo-partita. Si ripete nella partita seguente, quando va in gol con un tiro da 23 metri contro l'Argentina, battuta per 3-0 e venendo rieletto uomo-partita. Agli ottavi di finale, contro la Danimarca, sul risultato di 1-1 fallisce un calcio di rigore accordato nei tempi supplementari alla Croazia, facendosi parare il tiro dall'estremo difensore danese Kasper Schmeichel. Ciononostante, realizza il suo tiro dal dischetto nella serie finale dei tiri di rigore, che viene vinta per 3-2 dai croati. Ai quarti di finale, contro la Russia padrona di casa, fornisce l'assist per il gol del provvisorio 2-1 di Domagoj Vida nei tempi supplementari la sfida termina 2-2 e lui poi trasforma in gol il proprio tiro dal dischetto della serie finale. e viene eletto uomo-partita per la terza volta in pochi giorni. Scende in campo anche nella vittoriosa semifinale contro l'Inghilterra, che sancisce l'approdo alla prima finale mondiale nella storia della nazionale croata, contro la Francia. Nonostante la vittoria in finale della Francia per 4-2, viene premiato come migliore giocatore del torneo.
Il 24 marzo 2021, scendendo in campo a Lubiana in Slovenia-Croazia (1-0), partita valida per le qualificazioni al campionato del mondo 2022, raggiunge quota 134 presenze in nazionale, eguagliando Darijo Srna e diventando il primatista di presenze con la nazionale croata. Tre giorni dopo supera Srna in occasione della partita delle qualificazioni mondiali vinta per 1-0 in casa contro Cipro.
Nel 2021 viene convocato per il campionato d'Europa 2020, dove viene nominato uomo partita nella seconda gara della Croazia, finita 1-1 contro la Rep. Ceca. Nella partita successiva va a segno nel successo per 3-1 contro la Scozia che consente ai croati di qualificarsi agli ottavi; diventa così il più anziano marcatore nella storia della sua nazionale al campionato europeo. I croati usciranno al turno successivo perdendo 5-3 agli ottavi contro la Spagna dopo i supplementari.
Il 6 giugno 2022, in occasione del pareggio casalingo per 1-1 con la Francia nella UEFA Nations League 2022-2023, raggiunge quota 150 presenze con la nazionale croata. Sette giorni più tardi, nello stesso torneo, realizza, su calcio di rigore, lo storico gol della vittoria esterna contro la Francia (0-1), primo successo dei croati in casa dei francesi. Va in gol anche il 25 settembre seguente, nella gara vinta per 1-3 in casa dell'Austria, contribuendo alla qualificazione dei croati alla final four della UEFA Nations League.
Nel 2022 partecipa al campionato mondiale in Qatar, dove viene eletto migliore giocatore della partita Marocco-Croazia (0-0), valida per la fase a gironi. Viene schierato come titolare in tutti gli incontri disputati dalla Croazia, compresa la gara dei quarti di finale vinta per 4-2 ai tiri di rigore contro il Brasile, in cui è tra i giocatori croati che riescono a mettere a segno il proprio tentativo dagli undici metri; la squadra croata viene poi eliminata dall'Argentina, vittoriosa per 3-0, e chiude il campionato del mondo al terzo posto, battendo il Marocco per 2-1 nella finale di consolazione.
Nel giugno 2023 è impegnato nella final four della UEFA Nations League. Nella semifinale contro i Paesi Bassi realizza su calcio di rigore il gol del definitivo 4-2 con cui la Croazia vince nei tempi supplementari, approdando in finale. I croati chiudono al secondo posto il torneo, sconfitti ai rigori in finale dalla Spagna, con Modrić inutilmente a segno nella serie di tiri dal dischetto.
Convocato per il campionato d'Europa 2024, diventa uno dei tre calciatori convocati per cinque edizioni del suddetto torneo. Il 25 giugno 2024, nell'ultima partita della fase a gironi, segna il gol del vantaggio contro l'Italia, diventando il calciatore più anziano andato a segno in una fase finale della rassegna continentale (e vincendo tra l'altro il premio di miglior giocatore della partita), ma la nazionale viene raggiunta sul pari dall'Italia a pochi istanti dalla fine del match e viene eliminata al primo turno due giorni più tardi, a seguito dei risultati delle altre partite della fase a gironi.

## Statistiche
Tra club, nazionale maggiore e nazionali giovanili, Modric ha disputato complessivamente 1147 partite segnando 135 reti, con la media di 0.12 gol a partita.

### Presenze e reti nei club
Statistiche aggiornate al 17 agosto 2025.
| Stagione               | Squadra                | Campionato             | Campionato | Campionato | Coppe nazionali | Coppe nazionali | Coppe nazionali | Coppe continentali | Coppe continentali | Coppe continentali | Altre coppe  | Altre coppe | Altre coppe | Totale | Totale |
| Stagione               | Squadra                | Comp                   | Pres       | Reti       | Comp            | Pres            | Reti            | Comp               | Pres               | Reti               | Comp         | Pres        | Reti        | Pres   | Reti   |
| ---------------------- | ---------------------- | ---------------------- | ---------- | ---------- | --------------- | --------------- | --------------- | ------------------ | ------------------ | ------------------ | ------------ | ----------- | ----------- | ------ | ------ |
| 2003-2004              | Zrinjski Mostar        | PL                     | 25         | 8          | CB              | 0               | 0               | -                  | -                  | -                  | -            | -           | -           | 25     | 8      |
| 2004-gen. 2005         | Inter Zaprešić         | 1. HNL                 | 18         | 4          | CC              | 0               | 0               | -                  | -                  | -                  | -            | -           | -           | 18     | 4      |
| gen.-giu. 2005         | Dinamo Zagabria        | 1. HNL                 | 7          | 0          | CC              | 1               | 0               | -                  | -                  | -                  | -            | -           | -           | 8      | 0      |
| 2005-2006              | Dinamo Zagabria        | 1. HNL                 | 32         | 8          | CC              | 1               | 0               | -                  | -                  | -                  | -            | -           | -           | 33     | 8      |
| 2006-2007              | Dinamo Zagabria        | 1. HNL                 | 30         | 6          | CC              | 7               | 1               | UCL+CU             | 4+2                | 0                  | SC           | 1           | 1           | 44     | 8      |
| 2007-2008              | Dinamo Zagabria        | 1. HNL                 | 25         | 13         | CC              | 8               | 1               | UCL+CU             | 6+6                | 2+1                | -            | -           | -           | 45     | 17     |
| Totale Dinamo Zagabria | Totale Dinamo Zagabria | Totale Dinamo Zagabria | 94         | 27         |                 | 17              | 2               |                    | 18                 | 3                  |              | 1           | 1           | 130    | 33     |
| 2008-2009              | Tottenham              | PL                     | 34         | 3          | FACup+CdL       | 2+4             | 1+0             | CU                 | 4                  | 1                  | -            | -           | -           | 44     | 5      |
| 2009-2010              | Tottenham              | PL                     | 25         | 3          | FACup+CdL       | 7+0             | 0               | -                  | -                  | -                  | -            | -           | -           | 32     | 3      |
| 2010-2011              | Tottenham              | PL                     | 32         | 3          | FACup+CdL       | 2+0             | 0               | UCL                | 9                  | 1                  | -            | -           | -           | 43     | 4      |
| 2011-2012              | Tottenham              | PL                     | 36         | 4          | FACup+CdL       | 3+0             | 0               | UEL                | 2                  | 1                  | -            | -           | -           | 41     | 5      |
| Totale Tottenham       | Totale Tottenham       | Totale Tottenham       | 127        | 13         |                 | 14+4            | 1+0             |                    | 15                 | 3                  |              | -           | -           | 160    | 17     |
| 2012-2013              | Real Madrid            | PD                     | 33         | 3          | CR              | 8               | 0               | UCL                | 11                 | 1                  | SS           | 1           | 0           | 53     | 4      |
| 2013-2014              | Real Madrid            | PD                     | 34         | 1          | CR              | 6               | 0               | UCL                | 11                 | 1                  | -            | -           | -           | 51     | 2      |
| 2014-2015              | Real Madrid            | PD                     | 16         | 1          | CR              | 0               | 0               | UCL                | 6                  | 0                  | SS+SU+Cmc    | 2+1+0       | 0           | 25     | 1      |
| 2015-2016              | Real Madrid            | PD                     | 32         | 2          | CR              | 0               | 0               | UCL                | 12                 | 1                  | -            | -           | -           | 44     | 3      |
| 2016-2017              | Real Madrid            | PD                     | 25         | 1          | CR              | 2               | 0               | UCL                | 11                 | 0                  | SU+Cmc       | 1+2         | 0           | 41     | 1      |
| 2017-2018              | Real Madrid            | PD                     | 26         | 1          | CR              | 2               | 0               | UCL                | 11                 | 1                  | SS+SU+Cmc    | 1+1+2       | 0           | 43     | 2      |
| 2018-2019              | Real Madrid            | PD                     | 34         | 3          | CR              | 3               | 0               | UCL                | 6                  | 0                  | SU+Cmc       | 1+2         | 0+1         | 46     | 4      |
| 2019-2020              | Real Madrid            | PD                     | 31         | 3          | CR              | 1               | 0               | UCL                | 6                  | 1                  | SS           | 2           | 1           | 40     | 5      |
| 2020-2021              | Real Madrid            | PD                     | 35         | 5          | CR              | 0               | 0               | UCL                | 12                 | 1                  | SS           | 1           | 0           | 48     | 6      |
| 2021-2022              | Real Madrid            | PD                     | 28         | 2          | CR              | 2               | 0               | UCL                | 13                 | 0                  | SS           | 2           | 1           | 45     | 3      |
| 2022-2023              | Real Madrid            | PD                     | 33         | 4          | CR              | 4               | 0               | UCL                | 10                 | 2                  | SS+SU+Cmc    | 2+1+2       | 0           | 52     | 6      |
| 2023-2024              | Real Madrid            | PD                     | 32         | 2          | CR              | 1               | 0               | UCL                | 11                 | 0                  | SS           | 2           | 0           | 46     | 2      |
| 2024-2025              | Real Madrid            | PD                     | 35         | 2          | CR              | 5               | 2               | UCL                | 14                 | 0                  | SU+CI+SS+Cmc | 1+1+1+6     | 0           | 63     | 4      |
| Totale Real Madrid     | Totale Real Madrid     | Totale Real Madrid     | 394        | 30         |                 | 34              | 2               |                    | 134                | 8                  |              | 35          | 3           | 597    | 43     |
| 2025-2026              | Milan                  | A                      | 0          | 0          | CI              | 1               | 0               | -                  | -                  | -                  | SI           | 0           | 0           | 1      | 0      |
| Totale carriera        | Totale carriera        | Totale carriera        | 658        | 82         |                 | 70              | 5               |                    | 166                | 14                 |              | 36          | 4           | 930    | 105    |

### Cronologia presenze e reti in nazionale
| Cronologia completa delle presenze e delle reti in nazionale ― Croazia | Cronologia completa delle presenze e delle reti in nazionale ― Croazia | Cronologia completa delle presenze e delle reti in nazionale ― Croazia | Cronologia completa delle presenze e delle reti in nazionale ― Croazia | Cronologia completa delle presenze e delle reti in nazionale ― Croazia | Cronologia completa delle presenze e delle reti in nazionale ― Croazia | Cronologia completa delle presenze e delle reti in nazionale ― Croazia | Cronologia completa delle presenze e delle reti in nazionale ― Croazia |
| Data                                                                   | Città                                                                  | In casa                                                                | Risultato                                                              | Ospiti                                                                 | Competizione                                                           | Reti                                                                   | Note                                                                   |
| ---------------------------------------------------------------------- | ---------------------------------------------------------------------- | ---------------------------------------------------------------------- | ---------------------------------------------------------------------- | ---------------------------------------------------------------------- | ---------------------------------------------------------------------- | ---------------------------------------------------------------------- | ---------------------------------------------------------------------- |
| 1-3-2006                                                               | Basilea                                                                | Croazia                                                                | 3 – 2                                                                  | Argentina                                                              | Amichevole                                                             | -                                                                      | 84’                                                                    |
| 23-5-2006                                                              | Vienna                                                                 | Austria                                                                | 1 – 4                                                                  | Croazia                                                                | Amichevole                                                             | -                                                                      | 57’                                                                    |
| 28-5-2006                                                              | Osijek                                                                 | Croazia                                                                | 2 – 2                                                                  | Iran                                                                   | Amichevole                                                             | -                                                                      | 46’                                                                    |
| 3-6-2006                                                               | Wolfsburg                                                              | Croazia                                                                | 0 – 1                                                                  | Polonia                                                                | Amichevole                                                             | -                                                                      | 73’                                                                    |
| 7-6-2006                                                               | Ginevra                                                                | Croazia                                                                | 1 – 2                                                                  | Spagna                                                                 | Amichevole                                                             | -                                                                      | 46’                                                                    |
| 18-6-2006                                                              | Norimberga                                                             | Giappone                                                               | 0 – 0                                                                  | Croazia                                                                | Mondiali 2006 - 1º turno                                               | -                                                                      | 78’                                                                    |
| 22-6-2006                                                              | Stoccarda                                                              | Croazia                                                                | 2 – 2                                                                  | Australia                                                              | Mondiali 2006 - 1º turno                                               | -                                                                      | 74’                                                                    |
| 16-8-2006                                                              | Livorno                                                                | Italia                                                                 | 0 – 2                                                                  | Croazia                                                                | Amichevole                                                             | 1                                                                      | 40’                                                                    |
| 6-9-2006                                                               | Mosca                                                                  | Russia                                                                 | 0 – 0                                                                  | Croazia                                                                | Qual. Euro 2008                                                        | -                                                                      |                                                                        |
| 7-10-2006                                                              | Zagabria                                                               | Croazia                                                                | 7 – 0                                                                  | Andorra                                                                | Qual. Euro 2008                                                        | 1                                                                      |                                                                        |
| 11-10-2006                                                             | Zagabria                                                               | Croazia                                                                | 2 – 0                                                                  | Inghilterra                                                            | Qual. Euro 2008                                                        | -                                                                      |                                                                        |
| 15-11-2006                                                             | Tel Aviv                                                               | Israele                                                                | 3 – 4                                                                  | Croazia                                                                | Qual. Euro 2008                                                        | -                                                                      |                                                                        |
| 7-2-2007                                                               | Fiume                                                                  | Croazia                                                                | 2 – 1                                                                  | Norvegia                                                               | Amichevole                                                             | 1                                                                      |                                                                        |
| 24-3-2007                                                              | Zagabria                                                               | Croazia                                                                | 2 – 1                                                                  | Macedonia                                                              | Qual. Euro 2008                                                        | -                                                                      |                                                                        |
| 2-6-2007                                                               | Tallinn                                                                | Estonia                                                                | 0 – 1                                                                  | Croazia                                                                | Qual. Euro 2008                                                        | -                                                                      |                                                                        |
| 6-6-2007                                                               | Zagabria                                                               | Croazia                                                                | 0 – 0                                                                  | Russia                                                                 | Qual. Euro 2008                                                        | -                                                                      |                                                                        |
| 8-9-2007                                                               | Zagabria                                                               | Croazia                                                                | 2 – 0                                                                  | Estonia                                                                | Qual. Euro 2008                                                        | -                                                                      |                                                                        |
| 12-9-2007                                                              | Andorra la Vella                                                       | Andorra                                                                | 0 – 6                                                                  | Croazia                                                                | Qual. Euro 2008                                                        | -                                                                      | 46’                                                                    |
| 13-10-2007                                                             | Zagabria                                                               | Croazia                                                                | 1 – 0                                                                  | Israele                                                                | Qual. Euro 2008                                                        | -                                                                      |                                                                        |
| 16-10-2007                                                             | Fiume                                                                  | Croazia                                                                | 3 – 0                                                                  | Slovacchia                                                             | Amichevole                                                             | -                                                                      | 70’                                                                    |
| 17-11-2007                                                             | Skopje                                                                 | Macedonia                                                              | 2 – 0                                                                  | Croazia                                                                | Qual. Euro 2008                                                        | -                                                                      |                                                                        |
| 21-11-2007                                                             | Londra                                                                 | Inghilterra                                                            | 2 – 3                                                                  | Croazia                                                                | Qual. Euro 2008                                                        | -                                                                      |                                                                        |
| 6-2-2008                                                               | Spalato                                                                | Croazia                                                                | 0 – 3                                                                  | Paesi Bassi                                                            | Amichevole                                                             | -                                                                      |                                                                        |
| 26-3-2008                                                              | Glasgow                                                                | Scozia                                                                 | 1 – 1                                                                  | Croazia                                                                | Amichevole                                                             | -                                                                      |                                                                        |
| 24-5-2008                                                              | Fiume                                                                  | Croazia                                                                | 1 – 0                                                                  | Moldavia                                                               | Amichevole                                                             | -                                                                      |                                                                        |
| 31-5-2008                                                              | Budapest                                                               | Ungheria                                                               | 1 – 1                                                                  | Croazia                                                                | Amichevole                                                             | -                                                                      |                                                                        |
| 8-6-2008                                                               | Vienna                                                                 | Austria                                                                | 0 – 1                                                                  | Croazia                                                                | Euro 2008 - 1º turno                                                   | 1                                                                      |                                                                        |
| 12-6-2008                                                              | Klagenfurt am Wörthersee                                               | Croazia                                                                | 2 – 1                                                                  | Germania                                                               | Euro 2008 - 1º turno                                                   | -                                                                      | 90+3’                                                                  |
| 20-6-2008                                                              | Vienna                                                                 | Croazia                                                                | 1 – 1 dts (1 - 3 dtr)                                                  | Turchia                                                                | Euro 2008 - Quarti di finale                                           | -                                                                      |                                                                        |
| 6-9-2008                                                               | Zagabria                                                               | Croazia                                                                | 3 – 0                                                                  | Kazakistan                                                             | Qual. Mondiali 2010                                                    | 1                                                                      | 85’                                                                    |
| 10-9-2008                                                              | Zagabria                                                               | Croazia                                                                | 1 – 4                                                                  | Inghilterra                                                            | Qual. Mondiali 2010                                                    | -                                                                      |                                                                        |
| 11-10-2008                                                             | Charkiv                                                                | Ucraina                                                                | 0 – 0                                                                  | Croazia                                                                | Qual. Mondiali 2010                                                    | -                                                                      |                                                                        |
| 15-10-2008                                                             | Zagabria                                                               | Croazia                                                                | 4 – 0                                                                  | Andorra                                                                | Qual. Mondiali 2010                                                    | 1                                                                      |                                                                        |
| 11-2-2009                                                              | Bucarest                                                               | Romania                                                                | 1 – 2                                                                  | Croazia                                                                | Amichevole                                                             | -                                                                      | 61’                                                                    |
| 6-6-2009                                                               | Zagabria                                                               | Croazia                                                                | 2 – 2                                                                  | Ucraina                                                                | Qual. Mondiali 2010                                                    | 1                                                                      |                                                                        |
| 12-8-2009                                                              | Minsk                                                                  | Bielorussia                                                            | 1 – 3                                                                  | Croazia                                                                | Qual. Mondiali 2010                                                    | -                                                                      |                                                                        |
| 3-3-2010                                                               | Bruxelles                                                              | Belgio                                                                 | 0 – 1                                                                  | Croazia                                                                | Amichevole                                                             | -                                                                      | 65’                                                                    |
| 19-5-2010                                                              | Klagenfurt                                                             | Austria                                                                | 0 – 1                                                                  | Croazia                                                                | Amichevole                                                             | -                                                                      |                                                                        |
| 23-5-2010                                                              | Osijek                                                                 | Croazia                                                                | 2 – 0                                                                  | Galles                                                                 | Amichevole                                                             | -                                                                      |                                                                        |
| 11-8-2010                                                              | Bratislava                                                             | Slovacchia                                                             | 1 – 1                                                                  | Croazia                                                                | Amichevole                                                             | -                                                                      |                                                                        |
| 7-9-2010                                                               | Zagabria                                                               | Croazia                                                                | 0 – 0                                                                  | Grecia                                                                 | Qual. Euro 2012                                                        | -                                                                      |                                                                        |
| 9-10-2010                                                              | Tel Aviv                                                               | Israele                                                                | 1 – 2                                                                  | Croazia                                                                | Qual. Euro 2012                                                        | -                                                                      |                                                                        |
| 12-10-2010                                                             | Zagabria                                                               | Croazia                                                                | 2 – 1                                                                  | Norvegia                                                               | Amichevole                                                             | -                                                                      | 46’                                                                    |
| 17-11-2010                                                             | Zagabria                                                               | Croazia                                                                | 3 – 0                                                                  | Malta                                                                  | Qual. Euro 2012                                                        | -                                                                      |                                                                        |
| 26-3-2011                                                              | Tbilisi                                                                | Georgia                                                                | 1 – 0                                                                  | Croazia                                                                | Qual. Euro 2012                                                        | -                                                                      |                                                                        |
| 29-3-2011                                                              | Saint-Denis                                                            | Francia                                                                | 0 – 0                                                                  | Croazia                                                                | Amichevole                                                             | -                                                                      |                                                                        |
| 3-6-2011                                                               | Spalato                                                                | Croazia                                                                | 2 – 1                                                                  | Georgia                                                                | Qual. Euro 2012                                                        | -                                                                      |                                                                        |
| 10-8-2011                                                              | Dublino                                                                | Irlanda                                                                | 0 – 0                                                                  | Croazia                                                                | Amichevole                                                             | -                                                                      |                                                                        |
| 6-9-2011                                                               | Zagabria                                                               | Croazia                                                                | 3 – 1                                                                  | Israele                                                                | Qual. Euro 2012                                                        | 1                                                                      |                                                                        |
| 7-10-2011                                                              | Atene                                                                  | Grecia                                                                 | 2 – 0                                                                  | Croazia                                                                | Qual. Euro 2012                                                        | -                                                                      |                                                                        |
| 11-10-2011                                                             | Fiume                                                                  | Croazia                                                                | 2 – 0                                                                  | Lettonia                                                               | Qual. Euro 2012                                                        | -                                                                      |                                                                        |
| 11-11-2011                                                             | Istanbul                                                               | Turchia                                                                | 0 – 3                                                                  | Croazia                                                                | Qual. Euro 2012                                                        | -                                                                      |                                                                        |
| 15-11-2011                                                             | Zagabria                                                               | Croazia                                                                | 0 – 0                                                                  | Turchia                                                                | Qual. Euro 2012                                                        | -                                                                      |                                                                        |
| 29-2-2012                                                              | Zagabria                                                               | Croazia                                                                | 1 – 3                                                                  | Svezia                                                                 | Amichevole                                                             | -                                                                      | 73’                                                                    |
| 10-6-2012                                                              | Poznań                                                                 | Irlanda                                                                | 1 – 3                                                                  | Croazia                                                                | Euro 2012 - 1º turno                                                   | -                                                                      | 53’                                                                    |
| 14-6-2012                                                              | Poznań                                                                 | Italia                                                                 | 1 – 1                                                                  | Croazia                                                                | Euro 2012 - 1º turno                                                   | -                                                                      |                                                                        |
| 18-6-2012                                                              | Danzica                                                                | Croazia                                                                | 0 – 1                                                                  | Spagna                                                                 | Euro 2012 - 1º turno                                                   | -                                                                      |                                                                        |
| 15-8-2012                                                              | Spalato                                                                | Croazia                                                                | 2 – 4                                                                  | Svizzera                                                               | Amichevole                                                             | -                                                                      | 67’                                                                    |
| 7-9-2012                                                               | Zagabria                                                               | Croazia                                                                | 1 – 0                                                                  | Macedonia                                                              | Qual. Mondiali 2014                                                    | -                                                                      |                                                                        |
| 11-9-2012                                                              | Bruxelles                                                              | Belgio                                                                 | 1 – 1                                                                  | Croazia                                                                | Qual. Mondiali 2014                                                    | -                                                                      |                                                                        |
| 12-10-2012                                                             | Skopje                                                                 | Macedonia                                                              | 1 – 2                                                                  | Croazia                                                                | Qual. Mondiali 2014                                                    | -                                                                      | 74’ 84’                                                                |
| 16-10-2012                                                             | Osijek                                                                 | Croazia                                                                | 2 – 0                                                                  | Galles                                                                 | Qual. Mondiali 2014                                                    | -                                                                      |                                                                        |
| 6-2-2013                                                               | Londra                                                                 | Croazia                                                                | 4 – 0                                                                  | Corea del Sud                                                          | Amichevole                                                             | -                                                                      | 71’                                                                    |
| 22-3-2013                                                              | Zagabria                                                               | Croazia                                                                | 2 – 0                                                                  | Serbia                                                                 | Qual. Mondiali 2014                                                    | -                                                                      |                                                                        |
| 26-3-2013                                                              | Swansea                                                                | Galles                                                                 | 1 – 2                                                                  | Croazia                                                                | Qual. Mondiali 2014                                                    | -                                                                      | 66’                                                                    |
| 10-6-2013                                                              | Ginevra                                                                | Croazia                                                                | 0 – 1                                                                  | Portogallo                                                             | Amichevole                                                             | -                                                                      |                                                                        |
| 14-8-2013                                                              | Vaduz                                                                  | Liechtenstein                                                          | 2 – 3                                                                  | Croazia                                                                | Amichevole                                                             | -                                                                      | 66’                                                                    |
| 6-9-2013                                                               | Belgrado                                                               | Serbia                                                                 | 1 – 1                                                                  | Croazia                                                                | Qual. Mondiali 2014                                                    | -                                                                      |                                                                        |
| 11-10-2013                                                             | Zagabria                                                               | Croazia                                                                | 1 – 2                                                                  | Belgio                                                                 | Qual. Mondiali 2014                                                    | -                                                                      | 87’                                                                    |
| 15-10-2013                                                             | Edimburgo                                                              | Scozia                                                                 | 2 – 0                                                                  | Croazia                                                                | Qual. Mondiali 2014                                                    | -                                                                      |                                                                        |
| 15-11-2013                                                             | Reykjavík                                                              | Islanda                                                                | 0 – 0                                                                  | Croazia                                                                | Qual. Mondiali 2014                                                    | -                                                                      |                                                                        |
| 19-11-2013                                                             | Zagabria                                                               | Croazia                                                                | 2 – 0                                                                  | Islanda                                                                | Qual. Mondiali 2014                                                    | -                                                                      | 90’                                                                    |
| 5-3-2014                                                               | San Gallo                                                              | Svizzera                                                               | 2 – 2                                                                  | Croazia                                                                | Amichevole                                                             | -                                                                      | 56’                                                                    |
| 31-5-2014                                                              | Osijek                                                                 | Croazia                                                                | 2 – 1                                                                  | Mali                                                                   | Amichevole                                                             | -                                                                      | 73’                                                                    |
| 6-6-2014                                                               | Salvador                                                               | Croazia                                                                | 1 – 0                                                                  | Australia                                                              | Amichevole                                                             | -                                                                      | 59’                                                                    |
| 12-6-2014                                                              | San Paolo                                                              | Brasile                                                                | 3 – 1                                                                  | Croazia                                                                | Mondiali 2014 - 1º turno                                               | -                                                                      |                                                                        |
| 18-6-2014                                                              | Manaus                                                                 | Camerun                                                                | 0 – 4                                                                  | Croazia                                                                | Mondiali 2014 - 1º turno                                               | -                                                                      |                                                                        |
| 23-6-2014                                                              | Recife                                                                 | Croazia                                                                | 1 – 3                                                                  | Messico                                                                | Mondiali 2014 - 1º turno                                               | -                                                                      |                                                                        |
| 4-9-2014                                                               | Pola                                                                   | Croazia                                                                | 2 – 0                                                                  | Cipro                                                                  | Amichevole                                                             | -                                                                      | 60’                                                                    |
| 9-9-2014                                                               | Zagabria                                                               | Croazia                                                                | 2 – 0                                                                  | Malta                                                                  | Qual. Euro 2016                                                        | 1                                                                      |                                                                        |
| 10-10-2014                                                             | Sofia                                                                  | Bulgaria                                                               | 0 – 1                                                                  | Croazia                                                                | Qual. Euro 2016                                                        | -                                                                      |                                                                        |
| 13-10-2014                                                             | Osijek                                                                 | Croazia                                                                | 6 – 0                                                                  | Azerbaigian                                                            | Qual. Euro 2016                                                        | 1                                                                      | 60’                                                                    |
| 16-11-2014                                                             | Milano                                                                 | Italia                                                                 | 1 – 1                                                                  | Croazia                                                                | Qual. Euro 2016                                                        | -                                                                      | 28’                                                                    |
| 28-3-2015                                                              | Zagabria                                                               | Croazia                                                                | 5 – 1                                                                  | Norvegia                                                               | Qual. Euro 2016                                                        | -                                                                      |                                                                        |
| 3-9-2015                                                               | Baku                                                                   | Azerbaigian                                                            | 0 – 0                                                                  | Croazia                                                                | Qual. Euro 2016                                                        | -                                                                      | cap. 71’                                                               |
| 6-9-2015                                                               | Oslo                                                                   | Norvegia                                                               | 2 – 0                                                                  | Croazia                                                                | Qual. Euro 2016                                                        | -                                                                      |                                                                        |
| 10-10-2015                                                             | Zagabria                                                               | Croazia                                                                | 3 – 0                                                                  | Bulgaria                                                               | Qual. Euro 2016                                                        | -                                                                      | 46’                                                                    |
| 23-3-2016                                                              | Osijek                                                                 | Croazia                                                                | 2 – 0                                                                  | Israele                                                                | Amichevole                                                             | -                                                                      | 68’                                                                    |
| 26-3-2016                                                              | Budapest                                                               | Ungheria                                                               | 1 – 1                                                                  | Croazia                                                                | Amichevole                                                             | -                                                                      | cap.                                                                   |
| 4-6-2016                                                               | Fiume                                                                  | Croazia                                                                | 10 – 0                                                                 | San Marino                                                             | Amichevole                                                             | -                                                                      | 46’                                                                    |
| 12-6-2016                                                              | Parigi                                                                 | Turchia                                                                | 0 – 1                                                                  | Croazia                                                                | Euro 2016 - 1º turno                                                   | 1                                                                      |                                                                        |
| 17-6-2016                                                              | Saint-Étienne                                                          | Rep. Ceca                                                              | 2 – 2                                                                  | Croazia                                                                | Euro 2016 - 1º turno                                                   | -                                                                      | 62’                                                                    |
| 25-6-2016                                                              | Lens                                                                   | Croazia                                                                | 0 – 1 dts                                                              | Portogallo                                                             | Euro 2016 - Ottavi di finale                                           | -                                                                      |                                                                        |
| 5-9-2016                                                               | Zagabria                                                               | Croazia                                                                | 1 – 1                                                                  | Turchia                                                                | Qual. Mondiali 2018                                                    | -                                                                      | cap.                                                                   |
| 12-11-2016                                                             | Zagabria                                                               | Croazia                                                                | 2 – 0                                                                  | Islanda                                                                | Qual. Mondiali 2018                                                    | -                                                                      | 46’                                                                    |
| 24-3-2017                                                              | Zagabria                                                               | Croazia                                                                | 1 – 0                                                                  | Ucraina                                                                | Qual. Mondiali 2018                                                    | -                                                                      | cap.                                                                   |
| 11-6-2017                                                              | Reykjavík                                                              | Islanda                                                                | 1 – 0                                                                  | Croazia                                                                | Qual. Mondiali 2018                                                    | -                                                                      | cap.                                                                   |
| 2-9-2017                                                               | Zagabria                                                               | Croazia                                                                | 1 – 0                                                                  | Kosovo                                                                 | Qual. Mondiali 2018                                                    | -                                                                      | cap.                                                                   |
| 5-9-2017                                                               | Eskişehir                                                              | Turchia                                                                | 1 – 0                                                                  | Croazia                                                                | Qual. Mondiali 2018                                                    | -                                                                      | cap.                                                                   |
| 6-10-2017                                                              | Fiume                                                                  | Croazia                                                                | 1 – 1                                                                  | Finlandia                                                              | Qual. Mondiali 2018                                                    | -                                                                      | cap.                                                                   |
| 9-10-2017                                                              | Kiev                                                                   | Ucraina                                                                | 0 – 2                                                                  | Croazia                                                                | Qual. Mondiali 2018                                                    | -                                                                      | cap.                                                                   |
| 9-11-2017                                                              | Zagabria                                                               | Croazia                                                                | 4 – 1                                                                  | Grecia                                                                 | Qual. Mondiali 2018                                                    | 1                                                                      | cap. 89’                                                               |
| 12-11-2017                                                             | Atene                                                                  | Grecia                                                                 | 0 – 0                                                                  | Croazia                                                                | Qual. Mondiali 2018                                                    | -                                                                      | cap. 90+1’                                                             |
| 24-3-2018                                                              | Miami Gardens                                                          | Perù                                                                   | 2 – 0                                                                  | Croazia                                                                | Amichevole                                                             | -                                                                      | cap.                                                                   |
| 3-6-2018                                                               | Liverpool                                                              | Brasile                                                                | 2 – 0                                                                  | Croazia                                                                | Amichevole                                                             | -                                                                      | cap. 58’                                                               |
| 8-6-2018                                                               | Osijek                                                                 | Croazia                                                                | 2 – 1                                                                  | Senegal                                                                | Amichevole                                                             | -                                                                      | cap.                                                                   |
| 16-6-2018                                                              | Kaliningrad                                                            | Croazia                                                                | 2 – 0                                                                  | Nigeria                                                                | Mondiali 2018 - 1º turno                                               | 1                                                                      | cap.                                                                   |
| 21-6-2018                                                              | Nižnij Novgorod                                                        | Argentina                                                              | 0 – 3                                                                  | Croazia                                                                | Mondiali 2018 - 1º turno                                               | 1                                                                      | cap.                                                                   |
| 26-6-2018                                                              | Rostov                                                                 | Islanda                                                                | 1 – 2                                                                  | Croazia                                                                | Mondiali 2018 - 1º turno                                               | -                                                                      | cap. 65’                                                               |
| 1-7-2018                                                               | Nižnij Novgorod                                                        | Croazia                                                                | 1 – 1 dts (3 – 2 dtr)                                                  | Danimarca                                                              | Mondiali 2018 - Ottavi di finale                                       | -                                                                      | cap.                                                                   |
| 7-7-2018                                                               | Soči                                                                   | Russia                                                                 | 2 – 2 dts (3 – 4 dtr)                                                  | Croazia                                                                | Mondiali 2018 - Quarti di finale                                       | -                                                                      | cap.                                                                   |
| 11-7-2018                                                              | Mosca                                                                  | Croazia                                                                | 2 – 1 dts                                                              | Inghilterra                                                            | Mondiali 2018 - Semifinale                                             | -                                                                      | cap. 119’                                                              |
| 15-7-2018                                                              | Mosca                                                                  | Francia                                                                | 4 – 2                                                                  | Croazia                                                                | Mondiali 2018 - Finale                                                 | -                                                                      | cap.                                                                   |
| 6-9-2018                                                               | Lisbona                                                                | Portogallo                                                             | 1 – 1                                                                  | Croazia                                                                | Amichevole                                                             | -                                                                      | cap. 55’                                                               |
| 11-9-2018                                                              | Elche                                                                  | Spagna                                                                 | 6 – 0                                                                  | Croazia                                                                | UEFA Nations League 2018-2019 - 1º turno                               | -                                                                      | cap.                                                                   |
| 12-10-2018                                                             | Fiume                                                                  | Croazia                                                                | 0 – 0                                                                  | Inghilterra                                                            | UEFA Nations League 2018-2019 - 1º turno                               | -                                                                      | cap.                                                                   |
| 15-11-2018                                                             | Zagabria                                                               | Croazia                                                                | 3 – 2                                                                  | Spagna                                                                 | UEFA Nations League 2018-2019 - 1º turno                               | -                                                                      | cap.                                                                   |
| 18-11-2018                                                             | Londra                                                                 | Inghilterra                                                            | 2 – 1                                                                  | Croazia                                                                | UEFA Nations League 2018-2019 - 1º turno                               | -                                                                      | cap.                                                                   |
| 21-3-2019                                                              | Zagabria                                                               | Croazia                                                                | 2 – 1                                                                  | Azerbaigian                                                            | Qual. Euro 2020                                                        | -                                                                      | cap. 90+2’                                                             |
| 24-3-2019                                                              | Budapest                                                               | Ungheria                                                               | 2 – 1                                                                  | Croazia                                                                | Qual. Euro 2020                                                        | -                                                                      | cap.                                                                   |
| 8-6-2019                                                               | Osijek                                                                 | Croazia                                                                | 2 – 1                                                                  | Galles                                                                 | Qual. Euro 2020                                                        | -                                                                      | cap.                                                                   |
| 11-6-2019                                                              | Varaždin                                                               | Croazia                                                                | 1 – 2                                                                  | Tunisia                                                                | Amichevole                                                             | -                                                                      | 70’                                                                    |
| 6-9-2019                                                               | Bratislava                                                             | Slovacchia                                                             | 0 – 4                                                                  | Croazia                                                                | Qual. Euro 2020                                                        | -                                                                      | cap.                                                                   |
| 9-9-2019                                                               | Baku                                                                   | Azerbaigian                                                            | 1 – 1                                                                  | Croazia                                                                | Qual. Euro 2020                                                        | 1                                                                      | cap.                                                                   |
| 10-10-2019                                                             | Spalato                                                                | Croazia                                                                | 3 – 0                                                                  | Ungheria                                                               | Qual. Euro 2020                                                        | 1                                                                      | cap. 67’                                                               |
| 13-10-2019                                                             | Cardiff                                                                | Galles                                                                 | 1 – 1                                                                  | Croazia                                                                | Qual. Euro 2020                                                        | -                                                                      | cap. 89’ 90’                                                           |
| 16-11-2019                                                             | Fiume                                                                  | Croazia                                                                | 3 – 1                                                                  | Slovacchia                                                             | Qual. Euro 2020                                                        | -                                                                      | cap.                                                                   |
| 7-10-2020                                                              | San Gallo                                                              | Svizzera                                                               | 1 – 2                                                                  | Croazia                                                                | Amichevole                                                             | -                                                                      | 75’                                                                    |
| 11-10-2020                                                             | Zagabria                                                               | Croazia                                                                | 2 – 1                                                                  | Svezia                                                                 | UEFA Nations League 2020-2021 - 1º turno                               | -                                                                      | cap.                                                                   |
| 14-10-2020                                                             | Zagabria                                                               | Croazia                                                                | 1 – 2                                                                  | Francia                                                                | UEFA Nations League 2020-2021 - 1º turno                               | -                                                                      | cap.                                                                   |
| 11-11-2020                                                             | Istanbul                                                               | Turchia                                                                | 3 – 3                                                                  | Croazia                                                                | Amichevole                                                             | -                                                                      | 77’                                                                    |
| 14-11-2020                                                             | Solna                                                                  | Svezia                                                                 | 2 – 1                                                                  | Croazia                                                                | UEFA Nations League 2020-2021 - 1º turno                               | -                                                                      | cap.                                                                   |
| 17-11-2020                                                             | Spalato                                                                | Croazia                                                                | 2 – 3                                                                  | Portogallo                                                             | UEFA Nations League 2020-2021 - 1º turno                               | -                                                                      | cap.                                                                   |
| 24-3-2021                                                              | Lubiana                                                                | Slovenia                                                               | 1 – 0                                                                  | Croazia                                                                | Qual. Mondiali 2022                                                    | -                                                                      | cap.                                                                   |
| 27-3-2021                                                              | Fiume                                                                  | Croazia                                                                | 1 – 0                                                                  | Cipro                                                                  | Qual. Mondiali 2022                                                    | -                                                                      | cap.                                                                   |
| 30-3-2021                                                              | Fiume                                                                  | Croazia                                                                | 3 – 0                                                                  | Malta                                                                  | Qual. Mondiali 2022                                                    | 1                                                                      | 54’                                                                    |
| 1-6-2021                                                               | Velika Gorica                                                          | Croazia                                                                | 1 – 1                                                                  | Armenia                                                                | Amichevole                                                             | -                                                                      | cap. 46’                                                               |
| 6-6-2021                                                               | Bruxelles                                                              | Belgio                                                                 | 1 – 0                                                                  | Croazia                                                                | Amichevole                                                             | -                                                                      | cap. 61’                                                               |
| 13-6-2021                                                              | Londra                                                                 | Inghilterra                                                            | 1 – 0                                                                  | Croazia                                                                | Euro 2020 - 1º turno                                                   | -                                                                      | cap.                                                                   |
| 18-6-2021                                                              | Glasgow                                                                | Croazia                                                                | 1 – 1                                                                  | Rep. Ceca                                                              | Euro 2020 - 1º turno                                                   | -                                                                      | cap.                                                                   |
| 22-6-2021                                                              | Glasgow                                                                | Croazia                                                                | 3 – 1                                                                  | Scozia                                                                 | Euro 2020 - 1º turno                                                   | 1                                                                      | cap.                                                                   |
| 28-6-2021                                                              | Copenaghen                                                             | Croazia                                                                | 3 – 5 dts                                                              | Spagna                                                                 | Euro 2020 - Ottavi di finale                                           | -                                                                      | cap. 114’                                                              |
| 8-10-2021                                                              | Larnaca                                                                | Cipro                                                                  | 0 – 3                                                                  | Croazia                                                                | Qual. Mondiali 2022                                                    | -                                                                      | cap. 84’                                                               |
| 11-10-2021                                                             | Osijek                                                                 | Croazia                                                                | 2 – 2                                                                  | Slovacchia                                                             | Qual. Mondiali 2022                                                    | 1                                                                      | cap.                                                                   |
| 11-11-2021                                                             | La Valletta                                                            | Malta                                                                  | 1 – 7                                                                  | Croazia                                                                | Qual. Mondiali 2022                                                    | 1                                                                      | cap. 54’                                                               |
| 14-11-2021                                                             | Spalato                                                                | Croazia                                                                | 1 – 0                                                                  | Russia                                                                 | Qual. Mondiali 2022                                                    | -                                                                      | cap.                                                                   |
| 26-3-2022                                                              | Ar Rayyan                                                              | Croazia                                                                | 1 – 1                                                                  | Slovenia                                                               | Amichevole                                                             | -                                                                      | cap. 69’                                                               |
| 29-3-2022                                                              | Ar Rayyan                                                              | Croazia                                                                | 2 – 1                                                                  | Bulgaria                                                               | Amichevole                                                             | 1                                                                      | 72’                                                                    |
| 3-6-2022                                                               | Osijek                                                                 | Croazia                                                                | 0 – 3                                                                  | Austria                                                                | UEFA Nations League 2022-2023 - 1º turno                               | -                                                                      | 58’                                                                    |
| 6-6-2022                                                               | Spalato                                                                | Croazia                                                                | 1 – 1                                                                  | Francia                                                                | UEFA Nations League 2022-2023 - 1º turno                               | -                                                                      | cap. 79’                                                               |
| 10-6-2022                                                              | Copenaghen                                                             | Danimarca                                                              | 0 – 1                                                                  | Croazia                                                                | UEFA Nations League 2022-2023 - 1º turno                               | -                                                                      | 46’                                                                    |
| 13-6-2022                                                              | Saint-Denis                                                            | Francia                                                                | 0 – 1                                                                  | Croazia                                                                | UEFA Nations League 2022-2023 - 1º turno                               | 1                                                                      | cap.                                                                   |
| 22-9-2022                                                              | Zagabria                                                               | Croazia                                                                | 2 – 1                                                                  | Danimarca                                                              | UEFA Nations League 2022-2023 - 1º turno                               | -                                                                      | cap. 90+3’                                                             |
| 25-9-2022                                                              | Vienna                                                                 | Austria                                                                | 1 – 3                                                                  | Croazia                                                                | UEFA Nations League 2022-2023 - 1º turno                               | 1                                                                      | cap.                                                                   |
| 16-11-2022                                                             | Riyad                                                                  | Arabia Saudita                                                         | 0 – 1                                                                  | Croazia                                                                | Amichevole                                                             | -                                                                      | 65’                                                                    |
| 23-11-2022                                                             | Al Khawr                                                               | Marocco                                                                | 0 – 0                                                                  | Croazia                                                                | Mondiali 2022 - 1º turno                                               | -                                                                      | cap.                                                                   |
| 27-11-2022                                                             | Al Rayyan                                                              | Croazia                                                                | 4 – 1                                                                  | Canada                                                                 | Mondiali 2022 - 1º turno                                               | -                                                                      | cap. 85’ 86’                                                           |
| 1-12-2022                                                              | Al Rayyan                                                              | Croazia                                                                | 0 – 0                                                                  | Belgio                                                                 | Mondiali 2022 - 1º turno                                               | -                                                                      | cap.                                                                   |
| 5-12-2022                                                              | Al Wakrah                                                              | Giappone                                                               | 1 – 1 dts (1 - 3 dtr)                                                  | Croazia                                                                | Mondiali 2022 - Ottavi di finale                                       | -                                                                      | cap. 99’                                                               |
| 9-12-2022                                                              | Al Rayyan                                                              | Croazia                                                                | 1 – 1 dts (4 – 2 dtr)                                                  | Brasile                                                                | Mondiali 2022 - Quarti di finale                                       | -                                                                      | cap.                                                                   |
| 13-12-2022                                                             | Lusail                                                                 | Argentina                                                              | 3 – 0                                                                  | Croazia                                                                | Mondiali 2022 - Semifinale                                             | -                                                                      | cap. 81’                                                               |
| 17-12-2022                                                             | Al Rayyan                                                              | Croazia                                                                | 2 – 1                                                                  | Marocco                                                                | Mondiali 2022 - Finale 3º posto                                        | -                                                                      | cap.                                                                   |
| 25-3-2023                                                              | Spalato                                                                | Croazia                                                                | 1 – 1                                                                  | Galles                                                                 | Qual. Euro 2024                                                        | -                                                                      | cap. 90+2’                                                             |
| 28-3-2023                                                              | Bursa                                                                  | Turchia                                                                | 0 – 2                                                                  | Croazia                                                                | Qual. Euro 2024                                                        | -                                                                      | cap. 84’                                                               |
| 14-6-2023                                                              | Rotterdam                                                              | Paesi Bassi                                                            | 2 – 4 dts                                                              | Croazia                                                                | UEFA Nations League 2022-2023 - Semifinale                             | 1                                                                      | cap. 119’                                                              |
| 18-6-2023                                                              | Rotterdam                                                              | Croazia                                                                | 0 – 0 dts (4 – 5 dtr)                                                  | Spagna                                                                 | UEFA Nations League 2022-2023 - Finale                                 | -                                                                      | cap.                                                                   |
| 8-9-2023                                                               | Fiume                                                                  | Croazia                                                                | 5 – 0                                                                  | Lettonia                                                               | Qual. Euro 2024                                                        | -                                                                      | cap. 60’                                                               |
| 11-9-2023                                                              | Erevan                                                                 | Armenia                                                                | 0 – 1                                                                  | Croazia                                                                | Qual. Euro 2024                                                        | -                                                                      | cap.                                                                   |
| 12-10-2023                                                             | Osijek                                                                 | Croazia                                                                | 0 – 1                                                                  | Turchia                                                                | Qual. Euro 2024                                                        | -                                                                      | cap. 89’                                                               |
| 15-10-2023                                                             | Cardiff                                                                | Galles                                                                 | 2 – 1                                                                  | Croazia                                                                | Qual. Euro 2024                                                        | -                                                                      | cap.                                                                   |
| 18-11-2023                                                             | Riga                                                                   | Lettonia                                                               | 0 – 2                                                                  | Croazia                                                                | Qual. Euro 2024                                                        | -                                                                      | cap. 86’                                                               |
| 21-11-2023                                                             | Zagabria                                                               | Croazia                                                                | 1 – 0                                                                  | Armenia                                                                | Qual. Euro 2024                                                        | -                                                                      | cap.                                                                   |
| 23-3-2024                                                              | Il Cairo                                                               | Tunisia                                                                | 0 – 0 (4 – 5 dtr)                                                      | Croazia                                                                | Amichevole                                                             | -                                                                      | cap. 59’                                                               |
| 26-3-2024                                                              | Il Cairo                                                               | Egitto                                                                 | 2 – 4                                                                  | Croazia                                                                | Amichevole                                                             | -                                                                      | cap. 60’                                                               |
| 8-6-2024                                                               | Oeiras                                                                 | Portogallo                                                             | 1 – 2                                                                  | Croazia                                                                | Amichevole                                                             | 1                                                                      | cap. 54’                                                               |
| 15-6-2024                                                              | Berlino                                                                | Spagna                                                                 | 3 – 0                                                                  | Croazia                                                                | Euro 2024 - 1º turno                                                   | -                                                                      | cap. 65’                                                               |
| 19-6-2024                                                              | Amburgo                                                                | Croazia                                                                | 2 – 2                                                                  | Albania                                                                | Euro 2024 - 1º turno                                                   | -                                                                      | cap.                                                                   |
| 24-6-2024                                                              | Lipsia                                                                 | Croazia                                                                | 1 – 1                                                                  | Italia                                                                 | Euro 2024 - 1º turno                                                   | 1                                                                      | cap. 60’ 80’                                                           |
| 5-9-2024                                                               | Lisbona                                                                | Portogallo                                                             | 2 – 1                                                                  | Croazia                                                                | UEFA Nations League 2024-2025 - 1º turno                               | -                                                                      | cap. 72’ 77’                                                           |
| 8-9-2024                                                               | Osijek                                                                 | Croazia                                                                | 1 – 0                                                                  | Polonia                                                                | UEFA Nations League 2024-2025 - 1º turno                               | 1                                                                      | cap.                                                                   |
| 12-10-2024                                                             | Zagabria                                                               | Croazia                                                                | 2 – 1                                                                  | Scozia                                                                 | UEFA Nations League 2024-2025 - 1º turno                               | -                                                                      | cap.                                                                   |
| 15-10-2024                                                             | Varsavia                                                               | Polonia                                                                | 3 – 3                                                                  | Croazia                                                                | UEFA Nations League 2024-2025 - 1º turno                               | -                                                                      | cap.                                                                   |
| 15-11-2024                                                             | Glasgow                                                                | Scozia                                                                 | 1 – 0                                                                  | Croazia                                                                | UEFA Nations League 2024-2025 - 1º turno                               | -                                                                      | cap.                                                                   |
| 18-11-2024                                                             | Spalato                                                                | Croazia                                                                | 1 – 1                                                                  | Portogallo                                                             | UEFA Nations League 2024-2025 - 1º turno                               | -                                                                      | cap. 78’                                                               |
| 20-3-2025                                                              | Spalato                                                                | Croazia                                                                | 2 – 0                                                                  | Francia                                                                | UEFA Nations League 2024-2025 - Quarti di finale                       | -                                                                      | cap.                                                                   |
| 23-3-2025                                                              | Saint-Denis                                                            | Francia                                                                | 2 – 0 dts (5 – 4 dtr)                                                  | Croazia                                                                | UEFA Nations League 2024-2025 - Quarti di finale                       | -                                                                      | cap. 82’                                                               |
| 6-6-2025                                                               | Faro                                                                   | Gibilterra                                                             | 0 – 7                                                                  | Croazia                                                                | Qual. Mondiali 2026                                                    | -                                                                      | 64’                                                                    |
| 9-6-2025                                                               | Osijek                                                                 | Croazia                                                                | 5 – 1                                                                  | Rep. Ceca                                                              | Qual. Mondiali 2026                                                    | 1                                                                      | cap.                                                                   |
| Totale                                                                 |                                                                        | Presenze (1º posto)                                                    | 188                                                                    |                                                                        | Reti (6º posto)                                                        | 28                                                                     |                                                                        |

| Cronologia completa delle presenze e delle reti in nazionale ― Croazia under 21 | Cronologia completa delle presenze e delle reti in nazionale ― Croazia under 21 | Cronologia completa delle presenze e delle reti in nazionale ― Croazia under 21 | Cronologia completa delle presenze e delle reti in nazionale ― Croazia under 21 | Cronologia completa delle presenze e delle reti in nazionale ― Croazia under 21 | Cronologia completa delle presenze e delle reti in nazionale ― Croazia under 21 | Cronologia completa delle presenze e delle reti in nazionale ― Croazia under 21 | Cronologia completa delle presenze e delle reti in nazionale ― Croazia under 21 |
| Data                                                                            | Città                                                                           | In casa                                                                         | Risultato                                                                       | Ospiti                                                                          | Competizione                                                                    | Reti                                                                            | Note                                                                            |
| ------------------------------------------------------------------------------- | ------------------------------------------------------------------------------- | ------------------------------------------------------------------------------- | ------------------------------------------------------------------------------- | ------------------------------------------------------------------------------- | ------------------------------------------------------------------------------- | ------------------------------------------------------------------------------- | ------------------------------------------------------------------------------- |
| 31-3-2004                                                                       | Velika Gorica                                                                   | Croazia under 21                                                                | 0 – 0                                                                           | Turchia under 21                                                                | Amichevole                                                                      | -                                                                               | 65’                                                                             |
| 18-8-2004                                                                       | Varaždin                                                                        | Croazia under 21                                                                | 0 – 2                                                                           | Israele under 21                                                                | Amichevole                                                                      | -                                                                               |                                                                                 |
| 3-9-2004                                                                        | Velika Gorica                                                                   | Croazia under 21                                                                | 1 – 0                                                                           | Ungheria under 21                                                               | Qual. Europeo Under-21 2006                                                     | -                                                                               |                                                                                 |
| 7-9-2004                                                                        | Trollhättan                                                                     | Svezia under 21                                                                 | 0 – 2                                                                           | Croazia under 21                                                                | Qual. Europeo Under-21 2006                                                     | -                                                                               |                                                                                 |
| 17-11-2004                                                                      | Vinkovci                                                                        | Croazia under 21                                                                | 0 – 4                                                                           | Bosnia ed Erzegovina under 21                                                   | Amichevole                                                                      | -                                                                               |                                                                                 |
| 9-2-2005                                                                        | Gerusalemme                                                                     | Israele under 21                                                                | 1 – 0                                                                           | Croazia under 21                                                                | Amichevole                                                                      | -                                                                               |                                                                                 |
| 25-3-2005                                                                       | Velika Gorica                                                                   | Croazia under 21                                                                | 2 – 1                                                                           | Islanda under 21                                                                | Qual. Europeo Under-21 2006                                                     | -                                                                               |                                                                                 |
| 29-3-2005                                                                       | Velika Gorica                                                                   | Croazia under 21                                                                | 1 – 0                                                                           | Malta under 21                                                                  | Qual. Europeo Under-21 2006                                                     | -                                                                               |                                                                                 |
| 4-6-2005                                                                        | Sofia                                                                           | Bulgaria under 21                                                               | 2 – 1                                                                           | Croazia under 21                                                                | Qual. Europeo Under-21 2006                                                     | -                                                                               |                                                                                 |
| 16-8-2005                                                                       | Senec                                                                           | Slovacchia under 21                                                             | 4 – 3                                                                           | Croazia under 21                                                                | Amichevole                                                                      | 1                                                                               |                                                                                 |
| 2-9-2005                                                                        | Reykjavík                                                                       | Croazia under 21                                                                | 2 – 1                                                                           | Islanda under 21                                                                | Qual. Europeo Under-21 2006                                                     | 1                                                                               | 90+4’ 90+5’                                                                     |
| 6-9-2005                                                                        | Ta' Qali                                                                        | Malta under 21                                                                  | 0 – 1                                                                           | Croazia under 21                                                                | Qual. Europeo Under-21 2006                                                     | -                                                                               |                                                                                 |
| 7-10-2005                                                                       | Velika Gorica                                                                   | Croazia under 21                                                                | 1 – 0                                                                           | Svezia under 21                                                                 | Qual. Europeo Under-21 2006                                                     | -                                                                               | 85’                                                                             |
| 12-11-2005                                                                      | Belgrado                                                                        | Serbia e Montenegro under 21                                                    | 3 – 1                                                                           | Croazia under 21                                                                | Qual. Europeo Under-21 2006                                                     | -                                                                               |                                                                                 |
| 16-11-2005                                                                      | Velika Gorica                                                                   | Croazia under 21                                                                | 1 – 2                                                                           | Serbia e Montenegro under 21                                                    | Qual. Europeo Under-21 2006                                                     | -                                                                               |                                                                                 |
| Totale                                                                          |                                                                                 | Presenze                                                                        | 15                                                                              |                                                                                 | Reti                                                                            | 2                                                                               |                                                                                 |

| Cronologia completa delle presenze e delle reti in nazionale ― Croazia under 19 | Cronologia completa delle presenze e delle reti in nazionale ― Croazia under 19 | Cronologia completa delle presenze e delle reti in nazionale ― Croazia under 19 | Cronologia completa delle presenze e delle reti in nazionale ― Croazia under 19 | Cronologia completa delle presenze e delle reti in nazionale ― Croazia under 19 | Cronologia completa delle presenze e delle reti in nazionale ― Croazia under 19 | Cronologia completa delle presenze e delle reti in nazionale ― Croazia under 19 | Cronologia completa delle presenze e delle reti in nazionale ― Croazia under 19 |
| Data                                                                            | Città                                                                           | In casa                                                                         | Risultato                                                                       | Ospiti                                                                          | Competizione                                                                    | Reti                                                                            | Note                                                                            |
| ------------------------------------------------------------------------------- | ------------------------------------------------------------------------------- | ------------------------------------------------------------------------------- | ------------------------------------------------------------------------------- | ------------------------------------------------------------------------------- | ------------------------------------------------------------------------------- | ------------------------------------------------------------------------------- | ------------------------------------------------------------------------------- |
| 11-2-2003                                                                       | Buie                                                                            | Croazia under 19                                                                | 2 – 1                                                                           | Slovenia under 19                                                               | Amichevole                                                                      | -                                                                               |                                                                                 |
| 16-9-2003                                                                       | Karlovac                                                                        | Croazia under 19                                                                | 0 – 0                                                                           | Bosnia ed Erzegovina under 19                                                   | Amichevole                                                                      | -                                                                               |                                                                                 |
| 18-9-2003                                                                       | Velika Kladuša                                                                  | Bosnia ed Erzegovina under 19                                                   | 2 – 2                                                                           | Croazia under 19                                                                | Amichevole                                                                      | -                                                                               |                                                                                 |
| 30-9-2003                                                                       | Brežice                                                                         | Slovenia under 19                                                               | 1 – 4                                                                           | Croazia under 19                                                                | Amichevole                                                                      | -                                                                               |                                                                                 |
| 27-10-2003                                                                      | Pola                                                                            | Croazia under 19                                                                | 1 – 0                                                                           | Albania under 19                                                                | Qual. Europeo Under-19 2004                                                     | -                                                                               |                                                                                 |
| 29-10-2003                                                                      | Albona                                                                          | Croazia under 19                                                                | 3 – 0                                                                           | Azerbaigian under 19                                                            | Qual. Europeo Under-19 2004                                                     | -                                                                               | 85’ 90+3’                                                                       |
| 31-10-2003                                                                      | Cittanova                                                                       | Finlandia under 19                                                              | 1 – 3                                                                           | Croazia under 19                                                                | Qual. Europeo Under-19 2004                                                     | -                                                                               |                                                                                 |
| 10-3-2004                                                                       | Umago                                                                           | Croazia under 19                                                                | 2 – 0                                                                           | Slovenia under 19                                                               | Amichevole                                                                      | 1                                                                               |                                                                                 |
| 19-4-2004                                                                       | Kuşadası                                                                        | Croazia under 19                                                                | 1 – 2                                                                           | Turchia under 19                                                                | Qual. Europeo Under-19 2004                                                     | -                                                                               |                                                                                 |
| 31-10-2004                                                                      | Söke                                                                            | Russia under 19                                                                 | 0 – 2                                                                           | Croazia under 19                                                                | Qual. Europeo Under-19 2004                                                     | -                                                                               |                                                                                 |
| 31-10-2004                                                                      | Söke                                                                            | Croazia under 19                                                                | 3 – 1                                                                           | Romania under 19                                                                | Qual. Europeo Under-19 2004                                                     | -                                                                               | 80’                                                                             |
| Totale                                                                          |                                                                                 | Presenze                                                                        | 11                                                                              |                                                                                 | Reti                                                                            | 1                                                                               |                                                                                 |

## Palmarès

### Club

#### Competizioni nazionali
- Campionato croato: 3

Dinamo Zagabria: 2005-2006, 2006-2007, 2007-2008
- Supercoppa di Croazia: 1

Dinamo Zagabria: 2006
- Coppa di Croazia: 2

Dinamo Zagabria: 2006-2007, 2007-2008
- Supercoppa di Spagna: 5

Real Madrid: 2012, 2017, 2020, 2022, 2024
- Coppa di Spagna: 2

Real Madrid: 2013-2014, 2022-2023
- Campionato spagnolo: 4

Real Madrid: 2016-2017, 2019-2020, 2021-2022, 2023-2024

#### Competizioni internazionali
- UEFA Champions League: 6  (record condiviso con Francisco Gento, Daniel Carvajal, Nacho e Toni Kroos)

Real Madrid: 2013-2014, 2015-2016, 2016-2017, 2017-2018, 2021-2022, 2023-2024

- Supercoppa UEFA: 5  (record condiviso con Paolo Maldini, Toni Kroos e Daniel Carvajal)

Real Madrid: 2014, 2016, 2017, 2022, 2024
- Coppa del mondo per club: 5

Real Madrid: 2014, 2016, 2017, 2018, 2022
- Coppa Intercontinentale FIFA: 1  (record)

Real Madrid: 2024

### Individuale

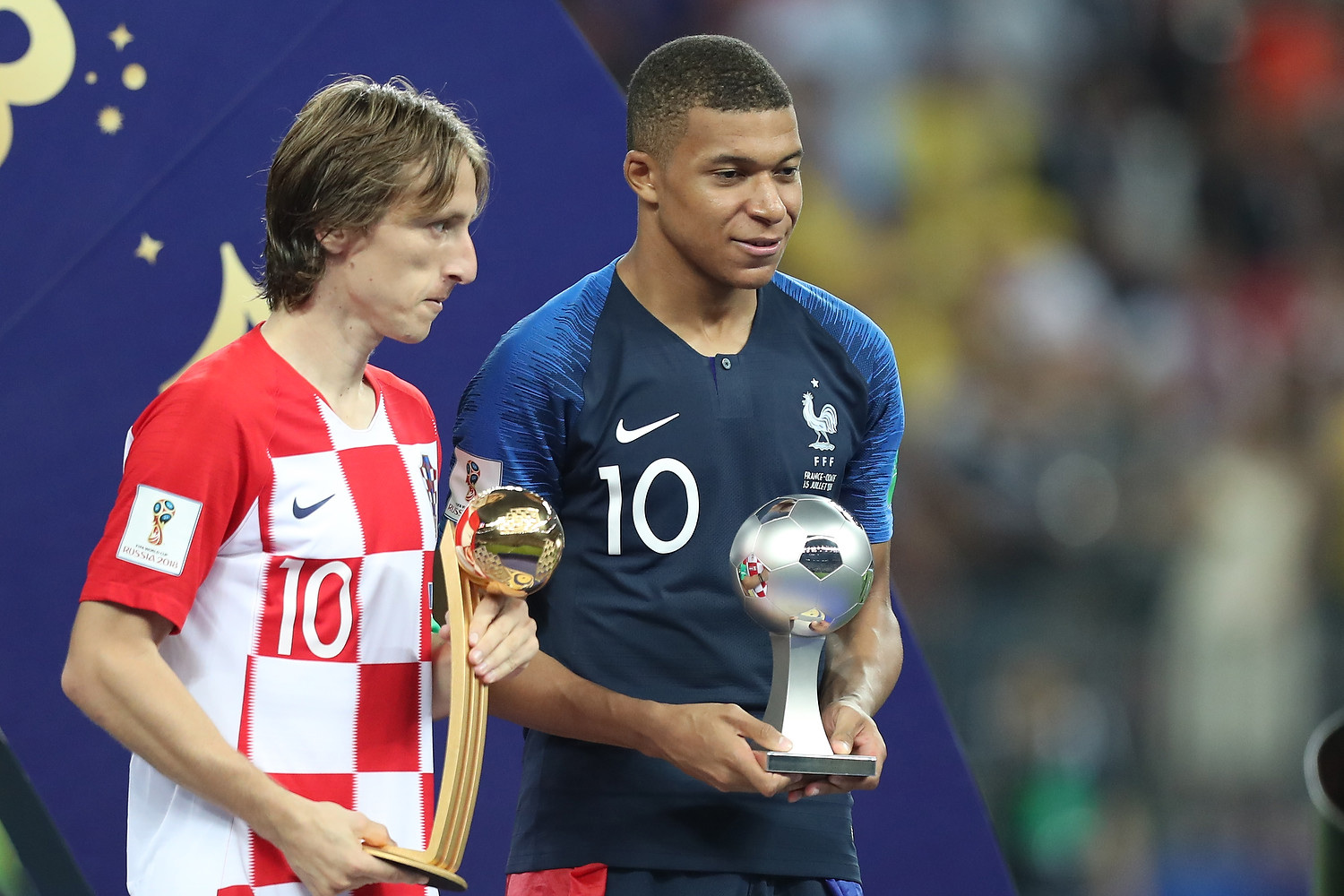
Modrić posa con il premio di miglior giocatore del campionato del mondo 2018 insieme a Kylian Mbappé, premiato come miglior giovane

- Miglior giocatore del campionato bosniaco: 1

2003
- Speranza del calcio croato: 1

2004
- Calciatore croato dell'anno: 13 (record)

2007, 2008, 2011, 2014, 2016, 2017, 2018, 2019, 2020, 2021, 2022, 2023, 2024
- Miglior calciatore del campionato croato: 1

2008
- Squadra del torneo del campionato europeo: 1

2008
- Premi LFP: 2

Miglior centrocampista: 2013-2014, 2015-2016
- Squadra della stagione della UEFA Champions League: 6

2013-2014, 2015-2016, 2016-2017, 2017-2018, 2020-2021, 2021-2022
- Miglior giocatore della UEFA Champions League: 1

2017-2018
- FIFA FIFPro World XI: 6

2015, 2016, 2017, 2018, 2019, 2022
- Squadra dell'anno UEFA: 3

2016, 2017, 2018
- Pallone d'argento della Coppa del mondo per club FIFA: 1

2016
- UEFA Club Football Awards: 2

Miglior centrocampista: 2017, 2018
- Pallone d’oro della Coppa del mondo per club FIFA: 1

2017
- UEFA Men's Player of the Year: 1

2017-2018
- Pallone d’oro dei Mondiali: 1

Russia 2018
- All-Star Team dei Mondiali: 2

Russia 2018, Qatar 2022
- Miglior costruttore di gioco dell'anno IFFHS: 1

2018
- Squadra maschile dell'anno IFFHS: 2

2018, 2022
- Calciatore dell'anno World Soccer: 1

2018
- Pallone d'oro: 1

2018
- Best FIFA Men's Player: 1

2018
- Golden Foot: 1

2019
- Squadra maschile del decennio 2011-2020 IFFHS: 1

2020
- Pallone di bronzo del campionato mondiale: 1

Qatar 2022